# Torneo Federal A 2018-19
El Torneo Federal A 2018-19 fue la sexta edición del certamen, perteneciente a la tercera categoría para los equipos de fútbol de los clubes indirectamente afiliados a la AFA.
Se incorporaron cuatro equipos ascendidos del Torneo Federal B 2017 y tres descendidos de la Primera B Nacional 2017-18.
El campeón, Estudiantes (RC), ascendió a la Primera B Nacional acompañado por Alvarado, ganador de la Reválida.
Al haber finalizado en los últimos puestos, se produjo el descenso de Altos Hornos Zapla, Atlético Paraná, Deportivo Roca, Gimnasia y Tiro (S), Independiente (N), Juventud Antoniana, Racing (C) y San Lorenzo de Alem. Por otra parte, San Jorge (T) fue penalizado con la pérdida de la categoría, por haber hecho abandono del partido final de la Reválida.

## Ascensos y descensos
- Equipos salientes

| Posición | Descendidos del Federal A 2017-18 |
| -------- | --------------------------------- |
| Zona A   | Rivadavia (L)                     |
| Zona B   | Gutiérrez SC                      |
| Zona C   | Libertad (S)                      |
| Zona D   | Guaraní Antonio Franco            |
| 16.°     | Unión (VK)                        |
| 17.°     | Sportivo Patria                   |
| 18.°     | Deportivo Mandiyú                 |
| 19.°     | Unión Aconquija                   |

| Posición  | Ascendidos del Federal A 2017-18 |
| --------- | -------------------------------- |
| Campeón   | Central Córdoba (SdE)            |
| Gan. Rev. | Gimnasia y Esgrima (M)           |

- Equipos entrantes

| Posición        | Ascendidos del Federal B 2017 |
| --------------- | ----------------------------- |
| Primer ascenso  | Sol de Mayo                   |
| Segundo ascenso | Deportivo Camioneros          |
| Tercer ascenso  | Racing (C)                    |
| Cuarto ascenso  | San Martín (F)                |

| Promedio | Descendidos de la B Nacional 2017-18 |
| -------- | ------------------------------------ |
| 20.º     | Juventud Unida (G)                   |
| 22.º     | Boca Unidos                          |
| 23.º     | Sportivo Estudiantes (SL)            |

- De esta manera, el número de participantes disminuyó a 36 equipos.

## Sistema de disputa

### Ascensos
Primera fase
Se agruparon a los 36 equipos en 4 zonas geográficas de 9 integrantes cada uno, que se disputaron por el sistema de todos contra todos, a dos ruedas. Los 4 mejores de cada zona clasificaron a la Segunda fase. Los restantes 20 equipos pasaron a disputar la Reválida.
Segunda fase
Los 16 clasificados de la Primera fase se agruparon en dos zonas geográficas de 8 equipos cada una. Se jugó todos contra todos, a una rueda. Clasificaron a la Tercera fase el primero y el segundo de cada zona y el mejor tercero, mientras que el otro tercero pasó a la Tercera etapa de la Reválida. El resto de los equipos (10) disputaron la Segunda etapa.
Tercera fase
La disputaron los 5 equipos clasificados en la Segunda fase, en una sola rueda de todos contra todos. El ganador fue el campeón y ascendió a la Primera B Nacional. El resto de los equipos (4) disputaron a la Cuarta etapa de la Reválida.
Reválida
- Primera etapa: Los 20 equipos que no pasaron de la Primera a la Segunda fase se agruparon en 4 zonas geográficas de 5 equipos, que se jugaron todos contra todos a dos ruedas. El primero de cada zona clasificó a la Segunda etapa.

A partir de aquí las siguientes etapas se disputaron por eliminación directa, a doble partido uno en cada sede. Con el fin de establecer los cruces, para cada una se confeccionó una tabla de ordenamiento, según la ubicación previa respectiva de los equipos, de acuerdo con la posición y puntaje obtenidos. Los enfrentamientos fueron entre los mejor contra los peor ubicados en esa tabla, y actuaron de local en el segundo partido los que tengan el menor número de orden.
- Segunda etapa: La jugaron los 4 clasificados de la Primera etapa y los 10 equipos provenientes de la Segunda fase. En la tabla de ordenamiento, ocuparon los primeros lugares los provenientes de esta última. Los 7 ganadores clasificaron a la Tercera etapa.

- Tercera etapa: Fue disputada por 8 equipos: los 7 ganadores de la Segunda etapa y el ubicado en el tercer puesto de su zona en la Segunda Fase que no clasificó a la Tercera. Este último equipo ocupó la primera posición en la tabla de ordenamiento, mientras que los demás se ubicaron en las siguientes, según lo establecido anteriormente. Los 4 ganadores clasificaron a la Cuarta etapa.

- Cuarta etapa: Estuvo integrada por 8 equipos: los 4 ganadores de la Tercera etapa y los 4 provenientes de la Tercera fase, los que ocuparon los 4 primeros puestos de la tabla de ordenamiento, de acuerdo con la suma de puntos obtenidos en la Segunda y Tercera fase. Los clasificados de la etapa anterior se ubicaron en los 4 últimos lugares, manteniendo el orden preestablecido. Los 4 ganadores pasaron a la Quinta etapa.

- Quinta etapa: Fue disputada por los 4 equipos clasificados en la Cuarta etapa. Se mantuvo el ordenamiento de la etapa anterior y los 2 ganadores disputaron la Sexta etapa.

- Sexta etapa: Fue la final por el segundo ascenso a la Primera B Nacional, y la jugaron los ganadores de la Quinta etapa, ordenados de la misma manera.[4]

### Descensos
Al finalizar la disputa de la Primera etapa de la Reválida se confeccionó una tabla de puntos para cada zona, con el agregado de los partidos jugados en la Primera fase. Los 4 equipos que ocuparon el último puesto de cada una de esas tablas descendieron al Torneo Regional Federal Amateur. Una vez determinados esos descensos, se agruparon a los restantes equipos en una tabla general. Los que ocuparon los cuatro últimos puestos, también descendieron. En caso de igualdad en los puntajes, se realizaron partidos de desempate.

## Equipos participantes
| Zona                                               | Equipo                 | Ciudad                                   | Estadio       | Capacidad                          | Liga de origen |
| -------------------------------------------------- | ---------------------- | ---------------------------------------- | ------------- | ---------------------------------- | -------------- |
| Zona 1                                             |                        |                                          |               |                                    |                |
| Club Atlético Alvarado                             | Mar del Plata          | José María Minella                       | 35 180        | Liga Marplatense                   |                |
| Club Atlético Independiente                        | Neuquén                | La Nueva Caldera                         | 3500          | Liga del Neuquén                   |                |
| Club Cipolletti                                    | Cipolletti             | La Visera de Cemento                     | 12 000        | Liga Deportiva Confluencia         |                |
| Club Ferro Carril Oeste                            | General Pico           | El Coloso del Barrio Talleres            | 11 000        | Liga Pampeana                      |                |
| Club Social y Deportivo Madryn                     | Puerto Madryn          | Abel Sastre                              | 6000          | Liga Valle del Chubut              |                |
| Club Social y Deportivo General Roca               | General Roca           | Luis Maiolino                            | 10 000        | Liga Deportiva Confluencia         |                |
| Club Atlético Sansinena Social y Deportivo         | General Cerri          | Luis Molina                              | 4000          | Liga del Sur                       |                |
| Club Sol de Mayo                                   | Viedma                 | Sol de Mayo                              | 5000          | Liga Rionegrina                    |                |
| Club Villa Mitre                                   | Bahía Blanca           | El Fortín                                | 6000          | Liga del Sur                       |                |
| Zona 2                                             |                        |                                          |               |                                    |                |
| Club Atlético Social y Deportivo Camioneros        | Nueve de Abril         | Hugo Moyano                              | 5000          | Liga Lujanense                     |                |
| Club Atlético y Social Defensores de Belgrano      | Villa Ramallo          | Salomón Boeseldín                        | 3000          | Liga Nicoleña                      |                |
| Club Defensores de Pronunciamiento                 | Pronunciamiento        | Delio Cardozo                            | 2000          | Liga Departamental de Colón        |                |
| Club Atlético Douglas Haig                         | Pergamino              | Miguel Morales                           | 16.000        | Liga de Pergamino                  |                |
| Club Gimnasia y Esgrima                            | Concepción del Uruguay | Manuel y Ramón Núñez                     | 9000          | Liga de Concepción del Uruguay     |                |
| Club Deportivo Juventud Unida                      | Gualeguaychú           | De los Eucaliptos                        | 5000          | Liga Departamental de Gualeguaychú |                |
| Club Atlético Paraná                               | Paraná                 | Pedro Mutio                              | 6000          | Liga Paranaense                    |                |
| Club Atlético Unión                                | Sunchales              | De la Avenida                            | 5600          | Liga Rafaelina                     |                |
| Sportivo Atlético Club                             | Las Parejas            | 4 de Septiembre                          | 3000          | Liga Cañadense                     |                |
| Zona 3                                             |                        |                                          |               |                                    |                |
| Club Sportivo Belgrano                             | San Francisco          | Oscar Carlos Boero                       | 15 500        | Liga de San Francisco              |                |
| Club Sportivo Desamparados                         | San Juan               | San Juan del Bicentenario El Serpentario | 25 286 12 000 | Liga Sanjuanina                    |                |
| Asociación Atlética Estudiantes                    | Río Cuarto             | Ciudad de Río Cuarto Antonio Candini     | 15 000        | Liga Regional de Río Cuarto        |                |
| Club Sportivo Estudiantes                          | San Luis               | Héctor Odicino y Pedro Benoza            | 12 000        | Liga Sanluiseña                    |                |
| Club Atlético Huracán Las Heras                    | Las Heras              | General San Martín                       | 10 000        | Liga Mendocina                     |                |
| Club Atlético Juventud Unida Universitario         | San Luis               | Juan Gilberto Funes Mario Sebastián Diez | 15 000 7000   | Liga Sanluiseña                    |                |
| Club Deportivo Maipú                               | Maipú                  | Omar Higinio Sperdutti                   | 8000          | Liga Mendocina                     |                |
| Club Atlético Racing                               | Córdoba                | Miguel Sancho                            | 18 000        | Liga Cordobesa                     |                |
| Club Atlético San Lorenzo de Alem                  | Catamarca              | Malvinas Argentinas                      | 12 000        | Liga Catamarqueña                  |                |
| Zona 4                                             |                        |                                          |               |                                    |                |
| Asociación Cultural y Deportiva Altos Hornos Zapla | Palpalá                | Emilio Fabrizzi                          | 20 704        | Liga Jujeña                        |                |
| Club Atlético Boca Unidos                          | Corrientes             | Leoncio Benítez                          | 8000          | Liga Correntina                    |                |
| Club Atlético Chaco For Ever                       | Resistencia            | Juan Alberto García                      | 20 000        | Liga Chaqueña                      |                |
| Club Mutual Crucero del Norte                      | Garupá                 | Comandante Andrés Guacurarí              | 16 000        | Liga Posadeña                      |                |
| Club Sportivo General San Martín                   | Formosa                | 17 de Octubre                            | 2000          | Liga Formoseña                     |                |
| Club de Gimnasia y Tiro                            | Salta                  | El Gigante del Norte                     | 24 300        | Liga Salteña                       |                |
| Centro Juventud Antoniana                          | Salta                  | Fray Honorato Pistoia                    | 12 000        | Liga Salteña                       |                |
| Club Social y Deportivo San Jorge                  | San Andrés             | Ángel Pascual Sáez                       | 6000          | Liga Tucumana                      |                |
| Club Atlético Sarmiento                            | Resistencia            | Centenario                               | 25 000        | Liga Chaqueña                      |                |

### Distribución geográfica
Distribución geográfica de las sedes de los equipos participantes:
| Provincia                | Cant. | Equipos                                                                                       |
| ------------------------ | ----- | --------------------------------------------------------------------------------------------- |
| Interior de Buenos Aires | 5     | Alvarado, Defensores de Belgrano (VR), Douglas Haig, Sansinena y Villa Mitre                  |
| Entre Ríos               | 4     | Atlético Paraná, Defensores de Pronunciamiento, Gimnasia y Esgrima (CdU) y Juventud Unida (G) |
| Córdoba                  | 3     | Sportivo Belgrano, Estudiantes (RC) y Racing (C)                                              |
| Río Negro                | 3     | Cipolletti, Deportivo Roca y Sol de Mayo                                                      |
| Chaco                    | 2     | Chaco For Ever y Sarmiento (R)                                                                |
| Mendoza                  | 2     | Deportivo Maipú y Huracán Las Heras                                                           |
| Salta                    | 2     | Gimnasia y Tiro y Juventud Antoniana                                                          |
| San Luis                 | 2     | Juventud Unida Universitario y Sportivo Estudiantes                                           |
| Santa Fe                 | 2     | Sportivo Las Parejas y Unión (S)                                                              |
| Catamarca                | 1     | San Lorenzo de Alem                                                                           |
| Conurbano bonaerense     | 1     | Deportivo Camioneros                                                                          |
| Chubut                   | 1     | Deportivo Madryn                                                                              |
| Corrientes               | 1     | Boca Unidos                                                                                   |
| Formosa                  | 1     | San Martín                                                                                    |
| Jujuy                    | 1     | Altos Hornos Zapla                                                                            |
| La Pampa                 | 1     | Ferro Carril Oeste (GP)                                                                       |
| Misiones                 | 1     | Crucero del Norte                                                                             |
| Neuquén                  | 1     | Independiente (N)                                                                             |
| San Juan                 | 1     | Desamparados                                                                                  |
| Tucumán                  | 1     | San Jorge                                                                                     |
| Total                    | 36    |                                                                                               |

## Primera fase

### Zona 1

#### Tabla de posiciones final
| Pos. | Equipo                            | Pts. | PJ | PG | PE | PP | GF | GC | Dif. |
| ---- | --------------------------------- | ---- | -- | -- | -- | -- | -- | -- | ---- |
| 01.º | Alvarado                          | 32   | 16 | 9  | 5  | 2  | 24 | 15 | 9    |
| 02.º | Villa Mitre                       | 27   | 16 | 7  | 6  | 3  | 17 | 12 | 5    |
| 03.º | Sansinena                         | 25   | 16 | 6  | 7  | 3  | 17 | 11 | 6    |
| 04.º | Sol de Mayo                       | 24   | 16 | 7  | 3  | 6  | 15 | 16 | −1   |
| 05.º | Deportivo Madryn                  | 22   | 16 | 6  | 4  | 6  | 18 | 22 | −4   |
| 06.º | Cipolletti                        | 19   | 16 | 4  | 7  | 5  | 18 | 15 | 3    |
| 07.º | Deportivo Roca                    | 16   | 16 | 3  | 7  | 6  | 12 | 15 | −3   |
| 08.º | Ferro Carril Oeste (General Pico) | 16   | 16 | 4  | 4  | 8  | 16 | 21 | −5   |
| 09.º | Independiente (Neuquén)           | 10   | 16 | 1  | 7  | 8  | 11 | 21 | −10  |

|  | Clasificados a la Segunda fase.                |
|  | Clasificados a la Primera etapa de la reválida |

|  |

#### Resultados
| Fecha 1                 | Fecha 1   | Fecha 1           | Fecha 1                       | Fecha 1         | Fecha 1 |
| Local                   | Resultado | Visitante         | Estadio                       | Fecha           | Hora    |
| ----------------------- | --------- | ----------------- | ----------------------------- | --------------- | ------- |
| Ferro Carril Oeste (GP) | 1 - 1     | Sansinena         | El Coloso del Barrio Talleres | 9 de septiembre | 16:00   |
| Deportivo Roca          | 2 - 2     | Sol de Mayo       | Luis Maiolino                 | 9 de septiembre | 16:00   |
| Villa Mitre             | 1 - 0     | Cipolletti        | El Fortín                     | 9 de septiembre | 16:00   |
| Alvarado                | 1 - 0     | Independiente (N) | José María Minella            | 9 de septiembre | 16:00   |
| Libre: Deportivo Madryn |           |                   |                               |                 |         |

| Fecha 2            | Fecha 2   | Fecha 2                 | Fecha 2              | Fecha 2          | Fecha 2 |
| Local              | Resultado | Visitante               | Estadio              | Fecha            | Hora    |
| ------------------ | --------- | ----------------------- | -------------------- | ---------------- | ------- |
| Cipolletti         | 0 - 1     | Alvarado                | La Visera de Cemento | 14 de septiembre | 21:00   |
| Sol de Mayo        | 2 - 1     | Ferro Carril Oeste (GP) | Sol de Mayo          | 15 de septiembre | 15:30   |
| Sansinena          | 0 - 0     | Deportivo Madryn        | Luis Molina          | 15 de septiembre | 16:00   |
| Independiente (N)  | 0 - 0     | Deportivo Roca          | La Nueva Caldera     | 15 de septiembre | 16:00   |
| Libre: Villa Mitre |           |                         |                      |                  |         |

| Fecha 3                 | Fecha 3   | Fecha 3           | Fecha 3                      | Fecha 3          | Fecha 3 |
| Local                   | Resultado | Visitante         | Estadio                      | Fecha            | Hora    |
| ----------------------- | --------- | ----------------- | ---------------------------- | ---------------- | ------- |
| Alvarado                | 2 - 2     | Villa Mitre       | José María Minella           | 18 de septiembre | 20:30   |
| Deportivo Roca          | 1 - 0     | Cipolletti        | Luis Maiolino                | 19 de septiembre | 14:00   |
| Ferro Carril Oeste (GP) | 3 - 1     | Independiente (N) | El Coloso de Barrio Talleres | 19 de septiembre | 14:00   |
| Deportivo Madryn        | 2 - 1     | Sol de Mayo       | El Coliseo del Golfo         | 19 de septiembre | 16:00   |
| Libre: Sansinena        |           |                   |                              |                  |         |

| Fecha 4           | Fecha 4   | Fecha 4                 | Fecha 4              | Fecha 4          | Fecha 4 |
| Local             | Resultado | Visitante               | Estadio              | Fecha            | Hora    |
| ----------------- | --------- | ----------------------- | -------------------- | ---------------- | ------- |
| Independiente (N) | 1 - 1     | Deportivo Madryn        | La Nueva Caldera     | 23 de septiembre | 15:00   |
| Sol de Mayo       | 1 - 3     | Sansinena               | Sol de Mayo          | 23 de septiembre | 15:00   |
| Cipolletti        | 2 - 0     | Ferro Carril Oeste (GP) | La Visera de Cemento | 23 de septiembre | 15:00   |
| Villa Mitre       | 1 - 0     | Deportivo Roca          | El Fortín            | 23 de septiembre | 20:00   |
| Libre: Alvarado   |           |                         |                      |                  |         |

| Fecha 5                 | Fecha 5   | Fecha 5           | Fecha 5                      | Fecha 5          | Fecha 5 |
| Local                   | Resultado | Visitante         | Estadio                      | Fecha            | Hora    |
| ----------------------- | --------- | ----------------- | ---------------------------- | ---------------- | ------- |
| Sansinena               | 2 - 0     | Independiente (N) | Luis Molina                  | 30 de septiembre | 16:00   |
| Deportivo Madryn        | 1 - 0     | Cipolletti        | El Coliseo del Golfo         | 30 de septiembre | 16:00   |
| Deportivo Roca          | 2 - 3     | Alvarado          | Luis Maiolino                | 30 de septiembre | 17:00   |
| Ferro Carril Oeste (GP) | 0 - 1     | Villa Mitre       | El Coloso de Barrio Talleres | 30 de septiembre | 18:00   |
| Libre: Sol de Mayo      |           |                   |                              |                  |         |

| Fecha 6               | Fecha 6   | Fecha 6                 | Fecha 6              | Fecha 6      | Fecha 6 |
| Local                 | Resultado | Visitante               | Estadio              | Fecha        | Hora    |
| --------------------- | --------- | ----------------------- | -------------------- | ------------ | ------- |
| Alvarado              | 2 - 1     | Ferro Carril Oeste (GP) | José María Minella   | 5 de octubre | 21:00   |
| Cipolletti            | 1 - 1     | Sansinena               | La Visera de Cemento | 5 de octubre | 21:30   |
| Independiente (N)     | 1 - 0     | Sol de Mayo             | La Nueva Caldera     | 6 de octubre | 16:00   |
| Villa Mitre           | 2 - 1     | Deportivo Madryn        | El Fortín            | 6 de octubre | 17:00   |
| Libre: Deportivo Roca |           |                         |                      |              |         |

| Fecha 7                        | Fecha 7   | Fecha 7        | Fecha 7                      | Fecha 7       | Fecha 7 |
| Local                          | Resultado | Visitante      | Estadio                      | Fecha         | Hora    |
| ------------------------------ | --------- | -------------- | ---------------------------- | ------------- | ------- |
| Sol de Mayo                    | 1 - 0     | Cipolletti     | Sol de Mayo                  | 10 de octubre | 15:00   |
| Sansinena                      | 0 - 0     | Villa Mitre    | Luis Molina                  | 10 de octubre | 16:00   |
| Deportivo Madryn               | 1 - 3     | Alvarado       | El Coliseo del Golfo         | 10 de octubre | 16:00   |
| Ferro Carril Oeste (GP)        | 1 - 0     | Deportivo Roca | El Coloso de Barrio Talleres | 10 de octubre | 21:00   |
| Libre: Independiente (Neuquén) |           |                |                              |               |         |

| Fecha 8                                  | Fecha 8   | Fecha 8           | Fecha 8              | Fecha 8       | Fecha 8 |
| Local                                    | Resultado | Visitante         | Estadio              | Fecha         | Hora    |
| ---------------------------------------- | --------- | ----------------- | -------------------- | ------------- | ------- |
| Deportivo Roca                           | 2 - 2     | Deportivo Madryn  | Luis Maiolino        | 14 de octubre | 16:00   |
| Villa Mitre                              | 0 - 1     | Sol de Mayo       | El Fortín            | 14 de octubre | 16:30   |
| Cipolletti                               | 0 - 0     | Independiente (N) | La Visera de Cemento | 14 de octubre | 18:00   |
| Alvarado                                 | 1 - 0     | Sansinena         | José María Minella   | 14 de octubre | 20:00   |
| Libre: Ferro Carril Oeste (General Pico) |           |                   |                      |               |         |

| Fecha 9           | Fecha 9   | Fecha 9                 | Fecha 9                      | Fecha 9       | Fecha 9 |
| Local             | Resultado | Visitante               | Estadio                      | Fecha         | Hora    |
| ----------------- | --------- | ----------------------- | ---------------------------- | ------------- | ------- |
| Sol de Mayo       | 2 - 0     | Alvarado                | Sol de Mayo                  | 21 de octubre | 16:00   |
| Sansinena         | 2 - 0     | Deportivo Roca          | Luis Molina                  | 21 de octubre | 16:00   |
| Deportivo Madryn  | 2 - 1     | Ferro Carril Oeste (GP) | El Coloso de Barrio Talleres | 21 de octubre | 16:30   |
| Independiente (N) | 2 - 2     | Villa Mitre             | La Nueva Caldera             | 21 de octubre | 17:00   |
| Libre: Cipolletti |           |                         |                              |               |         |

| Fecha 10                | Fecha 10  | Fecha 10                | Fecha 10             | Fecha 10      | Fecha 10 |
| Local                   | Resultado | Visitante               | Estadio              | Fecha         | Hora     |
| ----------------------- | --------- | ----------------------- | -------------------- | ------------- | -------- |
| Sansinena               | 0 - 1     | Ferro Carril Oeste (GP) | Luis Molina          | 28 de octubre | 16:00    |
| Sol de Mayo             | 1 - 1     | Deportivo Roca          | Sol de Mayo          | 28 de octubre | 16:30    |
| Independiente (N)       | 2 - 2     | Alvarado                | La Nueva Caldera     | 28 de octubre | 17:00    |
| Cipolletti              | 1 - 1     | Villa Mitre             | La Visera de Cemento | 28 de octubre | 18:00    |
| Libre: Deportivo Madryn |           |                         |                      |               |          |

| Fecha 11                | Fecha 11  | Fecha 11          | Fecha 11                     | Fecha 11       | Fecha 11 |
| Local                   | Resultado | Visitante         | Estadio                      | Fecha          | Hora     |
| ----------------------- | --------- | ----------------- | ---------------------------- | -------------- | -------- |
| Alvarado                | 1 - 1     | Cipolletti        | José María Minella           | 2 de noviembre | 20:30    |
| Deportivo Roca          | 1 - 1     | Independiente (N) | Luis Maiolino                | 2 de noviembre | 21:30    |
| Deportivo Madryn        | 1 - 1     | Sansinena         | El Coliseo del Golfo         | 3 de noviembre | 16:00    |
| Ferro Carril Oeste (GP) | 1 - 1     | Sol de Mayo       | El Coloso de Barrio Talleres | 3 de noviembre | 19:00    |
| Libre: Villa Mitre      |           |                   |                              |                |          |

| Fecha 12          | Fecha 12  | Fecha 12                | Fecha 12             | Fecha 12       | Fecha 12 |
| Local             | Resultado | Visitante               | Estadio              | Fecha          | Hora     |
| ----------------- | --------- | ----------------------- | -------------------- | -------------- | -------- |
| Sol de Mayo       | 1 - 0     | Deportivo Madryn        | Sol de Mayo          | 7 de noviembre | 16:00    |
| Independiente (N) | 1 - 1     | Ferro Carril Oeste (GP) | La Nueva Caldera     | 7 de noviembre | 17:30    |
| Villa Mitre       | 1 - 1     | Alvarado                | El Fortín            | 7 de noviembre | 20:00    |
| Cipolletti        | 0 - 0     | Deportivo Roca          | La Visera de Cemento | 7 de noviembre | 21:00    |
| Libre: Sansinena  |           |                         |                      |                |          |

| Fecha 13                | Fecha 13  | Fecha 13          | Fecha 13                      | Fecha 13        | Fecha 13 |
| Local                   | Resultado | Visitante         | Estadio                       | Fecha           | Hora     |
| ----------------------- | --------- | ----------------- | ----------------------------- | --------------- | -------- |
| Ferro Carril Oeste (GP) | 2 - 2     | Cipolletti        | El Coloso del Barrio Talleres | 11 de noviembre | 13:00    |
| Sansinena               | 0 - 1     | Sol de Mayo       | Luis Molina                   | 11 de noviembre | 16:30    |
| Deportivo Roca          | 2 - 0     | Villa Mitre       | Luis Maiolino                 | 11 de noviembre | 20:00    |
| Deportivo Madryn        | 1 - 0     | Independiente (N) | El Coliseo del Golfo          | 12 de noviembre | 16:00    |
| Libre: Alvarado         |           |                   |                               |                 |          |

| Fecha 14           | Fecha 14  | Fecha 14                | Fecha 14             | Fecha 14        | Fecha 14 |
| Local              | Resultado | Visitante               | Estadio              | Fecha           | Hora     |
| ------------------ | --------- | ----------------------- | -------------------- | --------------- | -------- |
| Independiente (N)  | 1 - 2     | Sansinena               | La Nueva Caldera     | 18 de noviembre | 17:00    |
| Villa Mitre        | 2 - 0     | Ferro Carril Oeste (GP) | El Fortín            | 18 de noviembre | 17:00    |
| Cipolletti         | 5 - 3     | Deportivo Madryn        | La Visera de Cemento | 18 de noviembre | 18:00    |
| Alvarado           | 0 - 0     | Deportivo Roca          | José María Minella   | 18 de noviembre | 19:00    |
| Libre: Sol de Mayo |           |                         |                      |                 |          |

| Fecha 15                | Fecha 15  | Fecha 15          | Fecha 15                      | Fecha 15        | Fecha 15 |
| Local                   | Resultado | Visitante         | Estadio                       | Fecha           | Hora     |
| ----------------------- | --------- | ----------------- | ----------------------------- | --------------- | -------- |
| Deportivo Madryn        | 1 - 0     | Villa Mitre       | El Coliseo del Golfo          | 23 de noviembre | 17:00    |
| Sansinena               | 2 - 2     | Cipolletti        | Luis Molina                   | 23 de noviembre | 17:00    |
| Ferro Carril Oeste (GP) | 1 - 2     | Alvarado          | El Coloso del Barrio Talleres | 23 de noviembre | 21:00    |
| Sol de Mayo             | 1 - 0     | Independiente (N) | Sol de Mayo                   | 24 de noviembre | 09:30    |
| Libre: Deportivo Roca   |           |                   |                               |                 |          |

| Fecha 16                       | Fecha 16  | Fecha 16                | Fecha 16             | Fecha 16        | Fecha 16 |
| Local                          | Resultado | Visitante               | Estadio              | Fecha           | Hora     |
| ------------------------------ | --------- | ----------------------- | -------------------- | --------------- | -------- |
| Villa Mitre                    | 0 - 0     | Sansinena               | El Fortín            | 28 de noviembre | 20:30    |
| Deportivo Roca                 | 1 - 0     | Ferro Carril Oeste (GP) | Luis Maiolino        | 28 de noviembre | 21:30    |
| Cipolletti                     | 3 - 0     | Sol de Mayo             | La Visera de Cemento | 28 de noviembre | 21:30    |
| Alvarado                       | 3 - 0     | Deportivo Madryn        | José María Minella   | 29 de noviembre | 20:30    |
| Libre: Independiente (Neuquén) |           |                         |                      |                 |          |

| Fecha 17                                 | Fecha 17  | Fecha 17       | Fecha 17             | Fecha 17       | Fecha 17 |
| Local                                    | Resultado | Visitante      | Estadio              | Fecha          | Hora     |
| ---------------------------------------- | --------- | -------------- | -------------------- | -------------- | -------- |
| Independiente (N)                        | 0 - 1     | Cipolletti     | La Nueva Caldera     | 2 de diciembre | 17:00    |
| Sol de Mayo                              | 0 - 1     | Villa Mitre    | Sol de Mayo          | 2 de diciembre | 17:00    |
| Sansinena                                | 2 - 1     | Alvarado       | Luis Molina          | 3 de diciembre | 17:00    |
| Deportivo Madryn                         | 1 - 0     | Deportivo Roca | El Coliseo del Golfo | 3 de diciembre | 17:00    |
| Libre: Ferro Carril Oeste (General Pico) |           |                |                      |                |          |

| Fecha 18                | Fecha 18  | Fecha 18          | Fecha 18                      | Fecha 18        | Fecha 18 |
| Local                   | Resultado | Visitante         | Estadio                       | Fecha           | Hora     |
| ----------------------- | --------- | ----------------- | ----------------------------- | --------------- | -------- |
| Villa Mitre             | 3 - 1     | Independiente (N) | El Fortín                     | 10 de diciembre | 17:00    |
| Alvarado                | 1 - 0     | Sol de Mayo       | José María Minella            | 10 de diciembre | 17:00    |
| Deportivo Roca          | 0 - 1     | Sansinena         | Luis Maiolino                 | 10 de diciembre | 17:00    |
| Ferro Carril Oeste (GP) | 2 - 1     | Deportivo Madryn  | El Coloso del Barrio Talleres | 10 de diciembre | 17:00    |
| Libre: Cipolletti       |           |                   |                               |                 |          |

| 1. |

### Zona 2

#### Tabla de posiciones final
| Pos. | Equipo                        | Pts. | PJ | PG | PE | PP | GF | GC | Dif. |
| ---- | ----------------------------- | ---- | -- | -- | -- | -- | -- | -- | ---- |
| 01.º | Unión (S)                     | 25   | 16 | 7  | 4  | 5  | 22 | 18 | 4    |
| 02.º | Gimnasia y Esgrima (CdU)      | 24   | 16 | 6  | 6  | 4  | 20 | 14 | 6    |
| 03.º | Defensores de Belgrano (VR)   | 23   | 16 | 6  | 5  | 5  | 19 | 18 | 1    |
| 04.º | Deportivo Camioneros          | 21   | 16 | 4  | 9  | 3  | 14 | 12 | 2    |
| 05.º | Juventud Unida (G)            | 21   | 16 | 5  | 6  | 5  | 15 | 13 | 2    |
| 06.º | Defensores de Pronunciamiento | 20   | 16 | 4  | 8  | 4  | 18 | 20 | −2   |
| 07.º | Sportivo Las Parejas          | 18   | 16 | 3  | 9  | 4  | 9  | 9  | 0    |
| 08.º | Atlético Paraná               | 17   | 16 | 3  | 8  | 5  | 13 | 19 | −6   |
| 09.º | Douglas Haig                  | 15   | 16 | 2  | 9  | 5  | 10 | 17 | −7   |

|  | Clasificados a la Segunda fase.                |
|  | Clasificados a la Primera etapa de la reválida |

|  |

#### Resultados
| Fecha 1                     | Fecha 1   | Fecha 1                       | Fecha 1              | Fecha 1         | Fecha 1 |
| Local                       | Resultado | Visitante                     | Estadio              | Fecha           | Hora    |
| --------------------------- | --------- | ----------------------------- | -------------------- | --------------- | ------- |
| Deportivo Camioneros        | 0 - 0     | Juventud Unida (G)            | Hugo Moyano          | 8 de septiembre | 15:00   |
| Gimnasia y Esgrima (CdU)    | 1 - 1     | Douglas Haig                  | Manuel y Ramón Núñez | 9 de septiembre | 16:00   |
| Defensores de Belgrano (VR) | 0 - 1     | Defensores de Pronunciamiento | Salomón Boeseldín    | 9 de septiembre | 16:00   |
| Sportivo Las Parejas        | 0 - 2     | Unión (S)                     | 4 de Septiembre      | 9 de septiembre | 16:30   |
| Libre: Atlético Paraná      |           |                               |                      |                 |         |

| Fecha 2                                       | Fecha 2   | Fecha 2                  | Fecha 2           | Fecha 2          | Fecha 2 |
| Local                                         | Resultado | Visitante                | Estadio           | Fecha            | Hora    |
| --------------------------------------------- | --------- | ------------------------ | ----------------- | ---------------- | ------- |
| Douglas Haig                                  | 1 - 1     | Atlético Paraná          | Miguel Morales    | 15 de septiembre | 14:00   |
| Defensores de Pronunciamiento                 | 1 - 1     | Sportivo Las Parejas     | Delio Cardozo     | 15 de septiembre | 15:00   |
| Juventud Unida (G)                            | 0 - 2     | Gimnasia y Esgrima (CdU) | De Los Eucaliptos | 15 de septiembre | 15:00   |
| Unión (S)                                     | 1 - 0     | Deportivo Camioneros     | De la Avenida     | 15 de septiembre | 16:00   |
| Libre: Defensores de Belgrano (Villa Ramallo) |           |                          |                   |                  |         |

| Fecha 3                  | Fecha 3   | Fecha 3                       | Fecha 3              | Fecha 3          | Fecha 3 |
| Local                    | Resultado | Visitante                     | Estadio              | Fecha            | Hora    |
| ------------------------ | --------- | ----------------------------- | -------------------- | ---------------- | ------- |
| Deportivo Camioneros     | 2 - 2     | Defensores de Pronunciamiento | Hugo Moyano          | 19 de septiembre | 16:00   |
| Atlético Paraná          | 0 - 0     | Juventud Unida (G)            | Pedro Mutio          | 19 de septiembre | 20:45   |
| Sportivo Las Parejas     | 2 - 1     | Defensores de Belgrano (VR)   | 4 de Septiembre      | 19 de septiembre | 21:00   |
| Gimnasia y Esgrima (CdU) | 1 - 0     | Unión (S)                     | Manuel y Ramón Nuñez | 19 de septiembre | 21:15   |
| Libre: Douglas Haig      |           |                               |                      |                  |         |

| Fecha 4                       | Fecha 4   | Fecha 4                  | Fecha 4           | Fecha 4          | Fecha 4 |
| Local                         | Resultado | Visitante                | Estadio           | Fecha            | Hora    |
| ----------------------------- | --------- | ------------------------ | ----------------- | ---------------- | ------- |
| Juventud Unida (G)            | 1 - 2     | Douglas Haig             | De Los Eucaliptos | 23 de septiembre | 11:00   |
| Defensores de Pronunciamiento | 0 - 2     | Gimnasia y Esgrima (CdU) | Delio Cardozo     | 23 de septiembre | 15:00   |
| Unión (S)                     | 1 - 0     | Atlético Paraná          | De la Avenida     | 23 de septiembre | 15:30   |
| Defensores de Belgrano (VR)   | 0 - 0     | Deportivo Camioneros     | Salomón Boeseldin | 26 de septiembre | 20:30   |
| Libre: Sportivo Las Parejas   |           |                          |                   |                  |         |

| Fecha 5                              | Fecha 5   | Fecha 5                       | Fecha 5              | Fecha 5          | Fecha 5 |
| Local                                | Resultado | Visitante                     | Estadio              | Fecha            | Hora    |
| ------------------------------------ | --------- | ----------------------------- | -------------------- | ---------------- | ------- |
| Atlético Paraná                      | 1 - 1     | Defensores de Pronunciamiento | Pedro Mutio          | 29 de septiembre | 19:30   |
| Douglas Haig                         | 1 - 1     | Unión (S)                     | Miguel Morales       | 30 de septiembre | 15:30   |
| Deportivo Camioneros                 | 0 - 0     | Sportivo Las Parejas          | Hugo Moyano          | 30 de septiembre | 16:00   |
| Gimnasia y Esgrima (CdU)             | 0 - 1     | Defensores de Belgrano (VR)   | Manuel y Ramón Nuñez | 30 de septiembre | 16:00   |
| Libre: Juventud Unida (Gualeguaychú) |           |                               |                      |                  |         |

| Fecha 6                       | Fecha 6   | Fecha 6                  | Fecha 6           | Fecha 6      | Fecha 6 |
| Local                         | Resultado | Visitante                | Estadio           | Fecha        | Hora    |
| ----------------------------- | --------- | ------------------------ | ----------------- | ------------ | ------- |
| Defensores de Pronunciamiento | 0 - 0     | Douglas Haig             | Delio Cardozo     | 6 de octubre | 14:30   |
| Sportivo Las Parejas          | 0 - 0     | Gimnasia y Esgrima (CdU) | 4 de Septiembre   | 6 de octubre | 16:00   |
| Defensores de Belgrano (VR)   | 2 - 1     | Atlético Paraná          | Salomón Boeseldin | 6 de octubre | 16:30   |
| Unión (S)                     | 1 - 0     | Juventud Unida (G)       | De la Avenida     | 6 de octubre | 18:00   |
| Libre: Deportivo Camioneros   |           |                          |                   |              |         |

| Fecha 7                  | Fecha 7   | Fecha 7                       | Fecha 7              | Fecha 7       | Fecha 7 |
| Local                    | Resultado | Visitante                     | Estadio              | Fecha         | Hora    |
| ------------------------ | --------- | ----------------------------- | -------------------- | ------------- | ------- |
| Juventud Unida (G)       | 2 - 0     | Defensores de Pronunciamiento | De Los Eucaliptos    | 10 de octubre | 14:00   |
| Douglas Haig             | 2 - 2     | Defensores de Belgrano (VR)   | Miguel Morales       | 10 de octubre | 21:00   |
| Atlético Paraná          | 0 - 0     | Sportivo Las Parejas          | Pedro Mutio          | 10 de octubre | 21:00   |
| Gimnasia y Esgrima (CdU) | 1 - 0     | Deportivo Camioneros          | Manuel y Ramón Nuñez | 10 de octubre | 21:15   |
| Libre: Unión (Sunchales) |           |                               |                      |               |         |

| Fecha 8                                            | Fecha 8   | Fecha 8            | Fecha 8           | Fecha 8       | Fecha 8 |
| Local                                              | Resultado | Visitante          | Estadio           | Fecha         | Hora    |
| -------------------------------------------------- | --------- | ------------------ | ----------------- | ------------- | ------- |
| Defensores de Pronunciamiento                      | 3 - 3     | Unión (S)          | Delio Cardozo     | 14 de octubre | 16:00   |
| Deportivo Camioneros                               | 0 - 0     | Atlético Paraná    | Hugo Moyano       | 14 de octubre | 16:00   |
| Defensores de Belgrano (VR)                        | 1 - 1     | Juventud Unida (G) | Salomón Boeseldin | 14 de octubre | 19:30   |
| Sportivo Las Parejas                               | 3 - 0     | Douglas Haig       | 4 de Septiembre   | 15 de octubre | 16:30   |
| Libre: Gimnasia y Esgrima (Concepción del Uruguay) |           |                    |                   |               |         |

| Fecha 9                              | Fecha 9   | Fecha 9                     | Fecha 9           | Fecha 9       | Fecha 9 |
| Local                                | Resultado | Visitante                   | Estadio           | Fecha         | Hora    |
| ------------------------------------ | --------- | --------------------------- | ----------------- | ------------- | ------- |
| Juventud Unida (G)                   | 1 - 1     | Sportivo Las Parejas        | De Los Eucaliptos | 21 de octubre | 16:00   |
| Atlético Paraná                      | 2 - 1     | Gimnasia y Esgrima (CdU)    | Pedro Mutio       | 21 de octubre | 17:00   |
| Unión (S)                            | 1 - 3     | Defensores de Belgrano (VR) | De la Avenida     | 21 de octubre | 17:30   |
| Douglas Haig                         | 0 - 2     | Deportivo Camioneros        | Miguel Morales    | 22 de octubre | 21:00   |
| Libre: Defensores de Pronunciamiento |           |                             |                   |               |         |

| Fecha 10                      | Fecha 10  | Fecha 10                    | Fecha 10          | Fecha 10      | Fecha 10 |
| Local                         | Resultado | Visitante                   | Estadio           | Fecha         | Hora     |
| ----------------------------- | --------- | --------------------------- | ----------------- | ------------- | -------- |
| Juventud Unida (G)            | 2 - 3     | Deportivo Camioneros        | De Los Eucaliptos | 28 de octubre | 16:00    |
| Douglas Haig                  | 1 - 1     | Gimnasia y Esgrima (CdU)    | Miguel Morales    | 28 de octubre | 16:00    |
| Defensores de Pronunciamiento | 1 - 1     | Defensores de Belgrano (VR) | Delio Cardozo     | 28 de octubre | 16:00    |
| Unión (S)                     | 1 - 0     | Sportivo Las Parejas        | De la Avenida     | 28 de octubre | 17:30    |
| Libre: Atlético Paraná        |           |                             |                   |               |          |

| Fecha 11                                      | Fecha 11  | Fecha 11                      | Fecha 11             | Fecha 11       | Fecha 11 |
| Local                                         | Resultado | Visitante                     | Estadio              | Fecha          | Hora     |
| --------------------------------------------- | --------- | ----------------------------- | -------------------- | -------------- | -------- |
| Deportivo Camioneros                          | 2 - 1     | Unión (S)                     | Hugo Moyano          | 2 de noviembre | 16:00    |
| Sportivo Las Parejas                          | 0 - 1     | Defensores de Pronunciamiento | 4 de Septiembre      | 2 de noviembre | 19:30    |
| Gimnasia y Esgrima (CdU)                      | 1 - 2     | Juventud Unida (G)            | Manuel y Ramón Nuñez | 2 de noviembre | 21:15    |
| Atlético Paraná                               | 0 - 1     | Douglas Haig                  | Pedro Mutio          | 3 de noviembre | 17:00    |
| Libre: Defensores de Belgrano (Villa Ramallo) |           |                               |                      |                |          |

| Fecha 12                      | Fecha 12  | Fecha 12                 | Fecha 12          | Fecha 12       | Fecha 12 |
| Local                         | Resultado | Visitante                | Estadio           | Fecha          | Hora     |
| ----------------------------- | --------- | ------------------------ | ----------------- | -------------- | -------- |
| Juventud Unida (G)            | 1 - 1     | Atlético Paraná          | De Los Eucaliptos | 7 de noviembre | 14:00    |
| Defensores de Pronunciamiento | 2 - 0     | Deportivo Camioneros     | Delio Cardozo     | 7 de noviembre | 18:00    |
| Defensores de Belgrano (VR)   | 0 - 0     | Sportivo Las Parejas     | Salomón Boeseldin | 7 de noviembre | 20:30    |
| Unión (S)                     | 0 - 0     | Gimnasia y Esgrima (CdU) | De la Avenida     | 7 de noviembre | 21:30    |
| Libre: Douglas Haig           |           |                          |                   |                |          |

| Fecha 13                    | Fecha 13  | Fecha 13                      | Fecha 13             | Fecha 13        | Fecha 13 |
| Local                       | Resultado | Visitante                     | Estadio              | Fecha           | Hora     |
| --------------------------- | --------- | ----------------------------- | -------------------- | --------------- | -------- |
| Deportivo Camioneros        | 2 - 0     | Defensores de Belgrano (VR)   | Hugo Moyano          | 11 de noviembre | 16:00    |
| Douglas Haig                | 0 - 1     | Juventud Unida (G)            | Miguel Morales       | 11 de noviembre | 18:30    |
| Atlético Paraná             | 1 - 4     | Unión (S)                     | Pedro Mutio          | 11 de noviembre | 19:30    |
| Gimnasia y Esgrima (CdU)    | 4 - 2     | Defensores de Pronunciamiento | Manuel y Ramón Nuñez | 11 de noviembre | 20:00    |
| Libre: Sportivo Las Parejas |           |                               |                      |                 |          |

| Fecha 14                             | Fecha 14  | Fecha 14                 | Fecha 14            | Fecha 14        | Fecha 14 |
| Local                                | Resultado | Visitante                | Estadio             | Fecha           | Hora     |
| ------------------------------------ | --------- | ------------------------ | ------------------- | --------------- | -------- |
| Sportivo Las Parejas                 | 1 - 1     | Deportivo Camioneros     | 4 de Septiembre     | 18 de noviembre | 17:00    |
| Defensores de Pronunciamiento        | 0 - 0     | Atlético Paraná          | Delio Cardozo       | 18 de noviembre | 17:30    |
| Defensores de Belgrano (VR)          | 3 - 0     | Gimnasia y Esgrima (CdU) | Salomón Boeseldín   | 18 de noviembre | 19:00    |
| Unión (S)                            | 1 - 1     | Douglas Haig             | Fortaleza del Bicho | 20 de noviembre | 21:00    |
| Libre: Juventud Unida (Gualeguaychú) |           |                          |                     |                 |          |

| Fecha 15                    | Fecha 15  | Fecha 15                      | Fecha 15             | Fecha 15        | Fecha 15 |
| Local                       | Resultado | Visitante                     | Estadio              | Fecha           | Hora     |
| --------------------------- | --------- | ----------------------------- | -------------------- | --------------- | -------- |
| Atlético Paraná             | 3 - 1     | Defensores de Belgrano (VR)   | Pedro Mutio          | 23 de noviembre | 20:30    |
| Gimnasia y Esgrima (CdU)    | 0 - 0     | Sportivo Las Parejas          | Manuel y Ramón Núñez | 23 de noviembre | 21:15    |
| Douglas Haig                | 0 - 1     | Defensores de Pronunciamiento | Miguel Morales       | 24 de noviembre | 21:30    |
| Juventud Unida (G)          | 1 - 0     | Unión (S)                     | De los Eucaliptos    | 24 de noviembre | 21:45    |
| Libre: Deportivo Camioneros |           |                               |                      |                 |          |

| Fecha 16                      | Fecha 16  | Fecha 16                 | Fecha 16          | Fecha 16        | Fecha 16 |
| Local                         | Resultado | Visitante                | Estadio           | Fecha           | Hora     |
| ----------------------------- | --------- | ------------------------ | ----------------- | --------------- | -------- |
| Deportivo Camioneros          | 1 - 1     | Gimnasia y Esgrima (CdU) | Hugo Moyano       | 28 de noviembre | 17:00    |
| Defensores de Pronunciamiento | 0 - 0     | Juventud Unida (G)       | Delio Cardozo     | 28 de noviembre | 20:30    |
| Defensores de Belgrano (VR)   | 2 - 0     | Douglas Haig             | Salomón Boeseldín | 28 de noviembre | 20:30    |
| Sportivo Las Parejas          | 0 - 1     | Atlético Paraná          | 4 de Septiembre   | 28 de noviembre | 21:00    |
| Libre: Unión (Sunchales)      |           |                          |                   |                 |          |

| Fecha 17                                           | Fecha 17  | Fecha 17                      | Fecha 17            | Fecha 17       | Fecha 17 |
| Local                                              | Resultado | Visitante                     | Estadio             | Fecha          | Hora     |
| -------------------------------------------------- | --------- | ----------------------------- | ------------------- | -------------- | -------- |
| Juventud Unida (G)                                 | 3 - 0     | Defensores de Belgrano (VR)   | De los Eucaliptos   | 2 de diciembre | 17:15    |
| Unión (S)                                          | 4 - 3     | Defensores de Pronunciamiento | Fortaleza del Bicho | 2 de diciembre | 18:00    |
| Atlético Paraná                                    | 1 - 1     | Deportivo Camioneros          | Pedro Mutio         | 2 de diciembre | 21:00    |
| Douglas Haig                                       | 0 - 0     | Sportivo Las Parejas          | Miguel Morales      | 3 de diciembre | 21:30    |
| Libre: Gimnasia y Esgrima (Concepción del Uruguay) |           |                               |                     |                |          |

| Fecha 18                             | Fecha 18  | Fecha 18           | Fecha 18             | Fecha 18       | Fecha 18 |
| Local                                | Resultado | Visitante          | Estadio              | Fecha          | Hora     |
| ------------------------------------ | --------- | ------------------ | -------------------- | -------------- | -------- |
| Defensores de Belgrano (VR)          | 2 - 1     | Unión (S)          | Salomón Boeseldín    | 9 de diciembre | 17:00    |
| Sportivo Las Parejas                 | 1 - 0     | Juventud Unida (G) | 4 de Septiembre      | 9 de diciembre | 17:00    |
| Deportivo Camioneros                 | 0 - 0     | Douglas Haig       | Hugo Moyano          | 9 de diciembre | 17:00    |
| Gimnasia y Esgrima (CdU)             | 5 - 1     | Atlético Paraná    | Manuel y Ramón Núñez | 9 de diciembre | 17:00    |
| Libre: Defensores de Pronunciamiento |           |                    |                      |                |          |

|  |

### Zona 3

#### Tabla de posiciones final
| Pos. | Equipo                          | Pts. | PJ | PG | PE | PP | GF | GC | Dif. |
| ---- | ------------------------------- | ---- | -- | -- | -- | -- | -- | -- | ---- |
| 01.º | Estudiantes (Río Cuarto)        | 27   | 16 | 6  | 9  | 1  | 19 | 11 | 8    |
| 02.º | Desamparados                    | 24   | 16 | 6  | 6  | 4  | 15 | 11 | 4    |
| 03.º | Huracán Las Heras               | 24   | 16 | 6  | 6  | 4  | 16 | 12 | 4    |
| 04.º | Deportivo Maipú                 | 23   | 16 | 5  | 8  | 3  | 16 | 14 | 2    |
| 05.º | Sportivo Estudiantes (San Luis) | 22   | 16 | 5  | 7  | 4  | 19 | 16 | 3    |
| 06.º | San Lorenzo de Alem             | 19   | 16 | 4  | 7  | 5  | 17 | 19 | −2   |
| 07.º | Sportivo Belgrano               | 18   | 16 | 4  | 6  | 6  | 12 | 16 | −4   |
| 08.º | Juventud Unida Universitario    | 16   | 16 | 3  | 7  | 6  | 16 | 24 | −8   |
| 09.º | Racing (Córdoba)                | 13   | 16 | 3  | 4  | 9  | 12 | 19 | −7   |

|  | Clasificados a la Segunda fase.                |
|  | Clasificados a la Primera etapa de la reválida |

|  |

#### Resultados
| Fecha 1                             | Fecha 1   | Fecha 1           | Fecha 1                       | Fecha 1         | Fecha 1 |
| Local                               | Resultado | Visitante         | Estadio                       | Fecha           | Hora    |
| ----------------------------------- | --------- | ----------------- | ----------------------------- | --------------- | ------- |
| Deportivo Maipú                     | 2 - 0     | Racing (C)        | Omar Higinio Sperdutti        | 9 de septiembre | 16:30   |
| San Lorenzo de Alem                 | 0 - 0     | Desamparados      | Malvinas Argentinas           | 9 de septiembre | 16:30   |
| Estudiantes (RC)                    | 1 - 0     | Huracán Las Heras | Ciudad de Río Cuarto          | 9 de septiembre | 16:30   |
| Sportivo Estudiantes (SL)           | 2 - 0     | Sportivo Belgrano | Héctor Odicino y Pedro Benoza | 9 de septiembre | 17:00   |
| Libre: Juventud Unida Universitario |           |                   |                               |                 |         |

| Fecha 2                                | Fecha 2   | Fecha 2             | Fecha 2            | Fecha 2          | Fecha 2 |
| Local                                  | Resultado | Visitante           | Estadio            | Fecha            | Hora    |
| -------------------------------------- | --------- | ------------------- | ------------------ | ---------------- | ------- |
| Sportivo Belgrano                      | 0 - 1     | Estudiantes (RC)    | Oscar C. Boero     | 14 de septiembre | 21:00   |
| Racing (C)                             | 0 - 2     | Juventud U. U.      | Miguel Sancho      | 14 de septiembre | 21:00   |
| Desamparados                           | 0 - 1     | Deportivo Maipú     | El Serpentario     | 14 de septiembre | 22:00   |
| Huracán Las Heras                      | 1 - 1     | San Lorenzo de Alem | General San Martín | 15 de septiembre | 16:00   |
| Libre: Sportivo Estudiantes (San Luis) |           |                     |                    |                  |         |

| Fecha 3                 | Fecha 3   | Fecha 3                   | Fecha 3                | Fecha 3          | Fecha 3 |
| Local                   | Resultado | Visitante                 | Estadio                | Fecha            | Hora    |
| ----------------------- | --------- | ------------------------- | ---------------------- | ---------------- | ------- |
| Juventud U. U.          | 1 - 1     | Desamparados              | Mario Sebastián Diez   | 19 de septiembre | 16:30   |
| San Lorenzo de Alem     | 1 - 1     | Sportivo Belgrano         | Malvinas Argentinas    | 19 de septiembre | 21:00   |
| Estudiantes (RC)        | 1 - 1     | Sportivo Estudiantes (SL) | Ciudad de Río Cuarto   | 19 de septiembre | 21:15   |
| Deportivo Maipú         | 0 - 0     | Huracán Las Heras         | Omar Higinio Sperdutti | 19 de septiembre | 21:30   |
| Libre: Racing (Córdoba) |           |                           |                        |                  |         |

| Fecha 4                         | Fecha 4   | Fecha 4             | Fecha 4                       | Fecha 4          | Fecha 4 |
| Local                           | Resultado | Visitante           | Estadio                       | Fecha            | Hora    |
| ------------------------------- | --------- | ------------------- | ----------------------------- | ---------------- | ------- |
| Sportivo Estudiantes (SL)       | 1 - 1     | San Lorenzo de Alem | Héctor Odicino y Pedro Benoza | 23 de septiembre | 11:00   |
| Huracán Las Heras               | 1 - 0     | Juventud U. U.      | General San Martín            | 23 de septiembre | 15:30   |
| Sportivo Belgrano               | 0 - 0     | Deportivo Maipú     | Oscar C. Boero                | 23 de septiembre | 20:15   |
| Desamparados                    | 1 - 1     | Racing (C)          | El Serpentario                | 23 de septiembre | 20:30   |
| Libre: Estudiantes (Río Cuarto) |           |                     |                               |                  |         |

| Fecha 5             | Fecha 5   | Fecha 5                   | Fecha 5                | Fecha 5          | Fecha 5 |
| Local               | Resultado | Visitante                 | Estadio                | Fecha            | Hora    |
| ------------------- | --------- | ------------------------- | ---------------------- | ---------------- | ------- |
| Deportivo Maipú     | 2 - 2     | Sportivo Estudiantes (SL) | Omar Higinio Sperdutti | 30 de septiembre | 17:00   |
| San Lorenzo de Alem | 1 - 0     | Estudiantes (RC)          | Malvinas Argentinas    | 30 de septiembre | 17:00   |
| Juventud U. U.      | 1 - 0     | Sportivo Belgrano         | Mario Sebastián Diez   | 30 de septiembre | 17:00   |
| Racing (C)          | 0 - 2     | Huracán Las Heras         | Miguel Sancho          | 30 de septiembre | 18:00   |
| Libre: Desamparados |           |                           |                        |                  |         |

| Fecha 6                    | Fecha 6   | Fecha 6         | Fecha 6                       | Fecha 6      | Fecha 6 |
| Local                      | Resultado | Visitante       | Estadio                       | Fecha        | Hora    |
| -------------------------- | --------- | --------------- | ----------------------------- | ------------ | ------- |
| Estudiantes (RC)           | 2 - 0     | Deportivo Maipú | Ciudad de Río Cuarto          | 5 de octubre | 21:15   |
| Sportivo Belgrano          | 2 - 1     | Racing (C)      | Oscar C. Boero                | 5 de octubre | 21:15   |
| Huracán Las Heras          | 1 - 2     | Desamparados    | General San Martín            | 6 de octubre | 16:00   |
| Sportivo Estudiantes (SL)  | 1 - 1     | Juventud U. U.  | Héctor Odicino y Pedro Benoza | 6 de octubre | 18:00   |
| Libre: San Lorenzo de Alem |           |                 |                               |              |         |

| Fecha 7                  | Fecha 7   | Fecha 7                   | Fecha 7                | Fecha 7       | Fecha 7 |
| Local                    | Resultado | Visitante                 | Estadio                | Fecha         | Hora    |
| ------------------------ | --------- | ------------------------- | ---------------------- | ------------- | ------- |
| Deportivo Maipú          | 3 - 1     | San Lorenzo de Alem       | Omar Higinio Sperdutti | 10 de octubre | 21:15   |
| Juventud U. U.           | 2 - 2     | Estudiantes (RC)          | Mario Sebastián Diez   | 10 de octubre | 21:30   |
| Racing (C)               | 0 - 1     | Sportivo Estudiantes (SL) | Miguel Sancho          | 10 de octubre | 21:30   |
| Desamparados             | 1 - 0     | Sportivo Belgrano         | El Serpentario         | 10 de octubre | 21:45   |
| Libre: Huracán Las Heras |           |                           |                        |               |         |

| Fecha 8                   | Fecha 8   | Fecha 8           | Fecha 8                       | Fecha 8       | Fecha 8 |
| Local                     | Resultado | Visitante         | Estadio                       | Fecha         | Hora    |
| ------------------------- | --------- | ----------------- | ----------------------------- | ------------- | ------- |
| Estudiantes (RC)          | 2 - 1     | Racing (C)        | Ciudad de Río Cuarto          | 14 de octubre | 16:30   |
| San Lorenzo de Alem       | 1 - 2     | Juventud U. U.    | Malvinas Argentinas           | 14 de octubre | 17:00   |
| Sportivo Estudiantes (SL) | 0 - 3     | Desamparados      | Héctor Odicino y Pedro Benoza | 14 de octubre | 18:00   |
| Sportivo Belgrano         | 0 - 2     | Huracán Las Heras | Oscar C. Boero                | 14 de octubre | 20:15   |
| Libre: Deportivo Maipú    |           |                   |                               |               |         |

| Fecha 9                  | Fecha 9   | Fecha 9                   | Fecha 9              | Fecha 9       | Fecha 9 |
| Local                    | Resultado | Visitante                 | Estadio              | Fecha         | Hora    |
| ------------------------ | --------- | ------------------------- | -------------------- | ------------- | ------- |
| Huracán Las Heras        | 1 - 1     | Sportivo Estudiantes (SL) | General San Martín   | 21 de octubre | 17:00   |
| Desamparados             | 1 - 1     | Estudiantes (RC)          | El Serpentario       | 21 de octubre | 20:00   |
| Racing (C)               | 1 - 1     | San Lorenzo de Alem       | Miguel Sancho        | 21 de octubre | 20:00   |
| Juventud U. U.           | 1 - 1     | Deportivo Maipú           | Mario Sebastián Diez | 21 de octubre | 20:00   |
| Libre: Sportivo Belgrano |           |                           |                      |               |         |

| Fecha 10                            | Fecha 10  | Fecha 10                  | Fecha 10           | Fecha 10      | Fecha 10 |
| Local                               | Resultado | Visitante                 | Estadio            | Fecha         | Hora     |
| ----------------------------------- | --------- | ------------------------- | ------------------ | ------------- | -------- |
| Sportivo Belgrano                   | 2 - 0     | Sportivo Estudiantes (SL) | Oscar C. Boero     | 28 de octubre | 16:00    |
| Huracán Las Heras                   | 0 - 0     | Estudiantes (RC)          | General San Martín | 28 de octubre | 17:00    |
| Desamparados                        | 1 - 0     | San Lorenzo de Alem       | El Serpentario     | 28 de octubre | 17:00    |
| Racing (C)                          | 3 - 0     | Deportivo Maipú           | Miguel Sancho      | 28 de octubre | 18:00    |
| Libre: Juventud Unida Universitario |           |                           |                    |               |          |

| Fecha 11                               | Fecha 11  | Fecha 11          | Fecha 11               | Fecha 11       | Fecha 11 |
| Local                                  | Resultado | Visitante         | Estadio                | Fecha          | Hora     |
| -------------------------------------- | --------- | ----------------- | ---------------------- | -------------- | -------- |
| San Lorenzo de Alem                    | 0 - 2     | Huracán Las Heras | Malvinas Argentinas    | 2 de noviembre | 21:00    |
| Estudiantes (RC)                       | 3 - 3     | Sportivo Belgrano | Ciudad de Río Cuarto   | 2 de noviembre | 21:30    |
| Deportivo Maipú                        | 1 - 0     | Desamparados      | Omar Higinio Sperdutti | 2 de noviembre | 21:30    |
| Juventud U. U.                         | 1 - 3     | Racing (C)        | Mario Sebastián Diez   | 3 de noviembre | 17:00    |
| Libre: Sportivo Estudiantes (San Luis) |           |                   |                        |                |          |

| Fecha 12                  | Fecha 12  | Fecha 12            | Fecha 12                      | Fecha 12       | Fecha 12 |
| Local                     | Resultado | Visitante           | Estadio                       | Fecha          | Hora     |
| ------------------------- | --------- | ------------------- | ----------------------------- | -------------- | -------- |
| Desamparados              | 2 - 0     | Juventud U. U.      | El Serpentario                | 6 de noviembre | 21:30    |
| Huracán Las Heras         | 1 - 1     | Deportivo Maipú     | General San Martín            | 7 de noviembre | 17:00    |
| Sportivo Belgrano         | 1 - 0     | San Lorenzo de Alem | Oscar C. Boero                | 7 de noviembre | 21:00    |
| Sportivo Estudiantes (SL) | 0 - 0     | Estudiantes (RC)    | Héctor Odicino y Pedro Benoza | 7 de noviembre | 21:00    |
| Libre: Racing (Córdoba)   |           |                     |                               |                |          |

| Fecha 13                        | Fecha 13  | Fecha 13                  | Fecha 13               | Fecha 13        | Fecha 13 |
| Local                           | Resultado | Visitante                 | Estadio                | Fecha           | Hora     |
| ------------------------------- | --------- | ------------------------- | ---------------------- | --------------- | -------- |
| Juventud U. U.                  | 1 - 1     | Huracán Las Heras         | Mario Sebastián Diez   | 11 de noviembre | 11:00    |
| Deportivo Maipú                 | 0 - 0     | Sportivo Belgrano         | Omar Higinio Sperdutti | 11 de noviembre | 18:50    |
| Racing (C)                      | 2 - 0     | Desamparados              | Miguel Sancho          | 11 de noviembre | 19:15    |
| San Lorenzo de Alem             | 1 - 0     | Sportivo Estudiantes (SL) | Malvinas Argentinas    | 11 de noviembre | 20:00    |
| Libre: Estudiantes (Río Cuarto) |           |                           |                        |                 |          |

| Fecha 14                  | Fecha 14  | Fecha 14            | Fecha 14                      | Fecha 14        | Fecha 14 |
| Local                     | Resultado | Visitante           | Estadio                       | Fecha           | Hora     |
| ------------------------- | --------- | ------------------- | ----------------------------- | --------------- | -------- |
| Sportivo Belgrano         | 2 - 1     | Juventud U. U.      | Oscar Carlos Boero            | 17 de noviembre | 19:00    |
| Huracán Las Heras         | 1 - 0     | Racing (C)          | General San Martín            | 18 de noviembre | 17:00    |
| Sportivo Estudiantes (SL) | 0 - 2     | Deportivo Maipú     | Héctor Odicino y Pedro Benoza | 18 de noviembre | 18:00    |
| Estudiantes (RC)          | 2 - 2     | San Lorenzo de Alem | Ciudad de Río Cuarto          | 18 de noviembre | 20:00    |
| Libre: Desamparados       |           |                     |                               |                 |          |

| Fecha 15                   | Fecha 15  | Fecha 15                  | Fecha 15               | Fecha 15        | Fecha 15 |
| Local                      | Resultado | Visitante                 | Estadio                | Fecha           | Hora     |
| -------------------------- | --------- | ------------------------- | ---------------------- | --------------- | -------- |
| Desamparados               | 1 - 0     | Huracán Las Heras         | El Serpentario         | 23 de noviembre | 21:30    |
| Racing (C)                 | 0 - 0     | Sportivo Belgrano         | Miguel Sancho          | 23 de noviembre | 21:30    |
| Juventud U. U.             | 0 - 3     | Sportivo Estudiantes (SL) | Mario Sebastián Diez   | 23 de noviembre | 21:30    |
| Deportivo Maipú            | 0 - 0     | Estudiantes (RC)          | Omar Higinio Sperdutti | 23 de noviembre | 21:30    |
| Libre: San Lorenzo de Alem |           |                           |                        |                 |          |

| Fecha 16                  | Fecha 16  | Fecha 16        | Fecha 16                      | Fecha 16        | Fecha 16 |
| Local                     | Resultado | Visitante       | Estadio                       | Fecha           | Hora     |
| ------------------------- | --------- | --------------- | ----------------------------- | --------------- | -------- |
| San Lorenzo de Alem       | 3 - 2     | Deportivo Maipú | Malvinas Argentinas           | 28 de noviembre | 21:00    |
| Sportivo Belgrano         | 0 - 0     | Desamparados    | Oscar Carlos Boero            | 28 de noviembre | 21:00    |
| Estudiantes (RC)          | 3 - 0     | Juventud U. U.  | Ciudad de Río Cuarto          | 28 de noviembre | 21:30    |
| Sportivo Estudiantes (SL) | 2 - 0     | Racing (C)      | Héctor Odicino y Pedro Benoza | 28 de noviembre | 21:30    |
| Libre: Huracán Las Heras  |           |                 |                               |                 |          |

| Fecha 17               | Fecha 17  | Fecha 17                  | Fecha 17             | Fecha 17       | Fecha 17 |
| Local                  | Resultado | Visitante                 | Estadio              | Fecha          | Hora     |
| ---------------------- | --------- | ------------------------- | -------------------- | -------------- | -------- |
| Huracán Las Heras      | 3 - 1     | Sportivo Belgrano         | General San Martín   | 2 de diciembre | 17:00    |
| Juventud U. U.         | 2 - 2     | San Lorenzo de Alem       | Mario Sebastián Diez | 2 de diciembre | 17:30    |
| Racing (C)             | 0 - 0     | Estudiantes (RC)          | Miguel Sancho        | 2 de diciembre | 18:30    |
| Desamparados           | 2 - 2     | Sportivo Estudiantes (SL) | El Serpentario       | 2 de diciembre | 20:30    |
| Libre: Deportivo Maipú |           |                           |                      |                |          |

| Fecha 18                  | Fecha 18  | Fecha 18          | Fecha 18                      | Fecha 18        | Fecha 18 |
| Local                     | Resultado | Visitante         | Estadio                       | Fecha           | Hora     |
| ------------------------- | --------- | ----------------- | ----------------------------- | --------------- | -------- |
| Sportivo Estudiantes (SL) | 3 - 0     | Huracán Las Heras | Héctor Odicino y Pedro Benoza | 7 de diciembre  | 21:30    |
| Deportivo Maipú           | 1 - 1     | Juventud U. U.    | Omar Higinio Sperdutti        | 7 de diciembre  | 21:30    |
| San Lorenzo de Alem       | 2 - 0     | Racing (C)        | Malvinas Argentinas           | 9 de diciembre  | 20:30    |
| Estudiantes (RC)          | 1 - 0     | Desamparados      | Ciudad de Río Cuarto          | 10 de diciembre | 21:30    |
| Libre: Sportivo Belgrano  |           |                   |                               |                 |          |

|  |

### Zona 4

#### Tabla de posiciones final
| Pos. | Equipo                  | Pts. | PJ | PG | PE | PP | GF | GC | Dif. |
| ---- | ----------------------- | ---- | -- | -- | -- | -- | -- | -- | ---- |
| 01.º | Boca Unidos             | 36   | 16 | 11 | 3  | 2  | 22 | 9  | 13   |
| 02.º | Chaco For Ever          | 30   | 16 | 8  | 6  | 2  | 26 | 14 | 12   |
| 03.º | Sarmiento (Resistencia) | 27   | 16 | 8  | 3  | 5  | 22 | 14 | 8    |
| 04.º | San Jorge (Tucumán)     | 26   | 16 | 7  | 5  | 4  | 26 | 18 | 8    |
| 05.º | Crucero del Norte       | 24   | 16 | 7  | 3  | 6  | 21 | 17 | 4    |
| 06.º | Gimnasia y Tiro (Salta) | 17   | 16 | 4  | 5  | 7  | 11 | 21 | −10  |
| 07.º | Juventud Antoniana      | 14   | 16 | 1  | 11 | 4  | 13 | 18 | −5   |
| 08.º | Altos Hornos Zapla      | 12   | 16 | 3  | 3  | 10 | 10 | 26 | −16  |
| 09.º | San Martín (Formosa)    | 8    | 16 | 1  | 5  | 10 | 9  | 23 | −14  |

|  | Clasificados a la Segunda fase.                |
|  | Clasificados a la Primera etapa de la reválida |

|  |

#### Resultados
| Fecha 1                        | Fecha 1   | Fecha 1             | Fecha 1                     | Fecha 1         | Fecha 1 |
| Local                          | Resultado | Visitante           | Estadio                     | Fecha           | Hora    |
| ------------------------------ | --------- | ------------------- | --------------------------- | --------------- | ------- |
| San Jorge (T)                  | 0 - 2     | San Martín (F)      | La Ciudadela                | 9 de septiembre | 16:00   |
| Juventud Antoniana             | 1 - 0     | Altos Hornos Zapla  | Padre Ernesto Martearena    | 9 de septiembre | 16:30   |
| Chaco For Ever                 | 0 - 0     | Boca Unidos         | Juan Alberto García         | 9 de septiembre | 16:30   |
| Crucero del Norte              | 2 - 0     | Gimnasia y Tiro (S) | Comandante Andrés Guacurarí | 9 de septiembre | 17:00   |
| Libre: Sarmiento (Resistencia) |           |                     |                             |                 |         |

| Fecha 2               | Fecha 2   | Fecha 2            | Fecha 2              | Fecha 2          | Fecha 2 |
| Local                 | Resultado | Visitante          | Estadio              | Fecha            | Hora    |
| --------------------- | --------- | ------------------ | -------------------- | ---------------- | ------- |
| Boca Unidos           | 2 - 1     | Crucero del Norte  | Leoncio Benítez      | 14 de septiembre | 21:00   |
| Gimnasia y Tiro (S)   | 0 - 0     | San Jorge (T)      | El Gigante del Norte | 14 de septiembre | 21:30   |
| San Martín (F)        | 0 - 0     | Juventud Antoniana | 17 de Octubre        | 15 de septiembre | 16:00   |
| Altos Hornos Zapla    | 0 - 0     | Sarmiento (R)      | Emilio Fabrizzi      | 15 de septiembre | 21:30   |
| Libre: Chaco For Ever |           |                    |                      |                  |         |

| Fecha 3                   | Fecha 3   | Fecha 3             | Fecha 3                     | Fecha 3          | Fecha 3 |
| Local                     | Resultado | Visitante           | Estadio                     | Fecha            | Hora    |
| ------------------------- | --------- | ------------------- | --------------------------- | ---------------- | ------- |
| San Jorge (T)             | 0 - 1     | Boca Unidos         | Ángel Pascual Sáez          | 19 de septiembre | 16:00   |
| Crucero del Norte         | 2 - 1     | Chaco For Ever      | Comandante Andrés Guacurarí | 19 de septiembre | 21:00   |
| Sarmiento (R)             | 2 - 1     | San Martín (F)      | Centenario                  | 19 de septiembre | 21:30   |
| Juventud Antoniana        | 0 - 0     | Gimnasia y Tiro (S) | Padre Ernesto Martearena    | 19 de septiembre | 22:00   |
| Libre: Altos Hornos Zapla |           |                     |                             |                  |         |

| Fecha 4                  | Fecha 4   | Fecha 4            | Fecha 4              | Fecha 4          | Fecha 4 |
| Local                    | Resultado | Visitante          | Estadio              | Fecha            | Hora    |
| ------------------------ | --------- | ------------------ | -------------------- | ---------------- | ------- |
| Chaco For Ever           | 1 - 0     | San Jorge (T)      | Juan Alberto García  | 23 de septiembre | 11:00   |
| Gimnasia y Tiro (S)      | 1 - 0     | Sarmiento (R)      | El Gigante del Norte | 23 de septiembre | 14:45   |
| San Martín (F)           | 0 - 1     | Altos Hornos Zapla | 17 de Octubre        | 23 de septiembre | 15:00   |
| Boca Unidos              | 2 - 0     | Juventud Antoniana | Leoncio Benítez      | 23 de septiembre | 21:00   |
| Libre: Crucero del Norte |           |                    |                      |                  |         |

| Fecha 5                     | Fecha 5   | Fecha 5             | Fecha 5                  | Fecha 5          | Fecha 5 |
| Local                       | Resultado | Visitante           | Estadio                  | Fecha            | Hora    |
| --------------------------- | --------- | ------------------- | ------------------------ | ---------------- | ------- |
| Sarmiento (R)               | 0 - 1     | Boca Unidos         | Centenario               | 28 de septiembre | 21:00   |
| Juventud Antoniana          | 1 - 1     | Chaco For Ever      | Padre Ernesto Martearena | 28 de septiembre | 22:00   |
| San Jorge (T)               | 3 - 1     | Crucero del Norte   | Ángel Pascual Sáez       | 30 de septiembre | 16:30   |
| Altos Hornos Zapla          | 2 - 1     | Gimnasia y Tiro (S) | Emilio Fabrizzi          | 30 de septiembre | 18:00   |
| Libre: San Martín (Formosa) |           |                     |                          |                  |         |

| Fecha 6                    | Fecha 6   | Fecha 6            | Fecha 6                     | Fecha 6       | Fecha 6 |
| Local                      | Resultado | Visitante          | Estadio                     | Fecha         | Hora    |
| -------------------------- | --------- | ------------------ | --------------------------- | ------------- | ------- |
| Crucero del Norte          | 1 - 0     | Juventud Antoniana | Comandante Andrés Guacurarí | 5 de octubre  | 21:30   |
| Gimnasia y Tiro (S)        | 2 - 0     | San Martín (F)     | El Gigante del Norte        | 5 de octubre  | 21:30   |
| Boca Unidos                | 1 - 0     | Altos Hornos Zapla | Leoncio Benítez             | 6 de octubre  | 21:00   |
| Chaco For Ever             | 1 - 3     | Sarmiento (R)      | Juan Alberto García         | 15 de octubre | 17:30   |
| Libre: San Jorge (Tucumán) |           |                    |                             |               |         |

| Fecha 7                        | Fecha 7   | Fecha 7           | Fecha 7                  | Fecha 7       | Fecha 7 |
| Local                          | Resultado | Visitante         | Estadio                  | Fecha         | Hora    |
| ------------------------------ | --------- | ----------------- | ------------------------ | ------------- | ------- |
| San Martín (F)                 | 0 - 1     | Boca Unidos       | 17 de Octubre            | 10 de octubre | 17:00   |
| Altos Hornos Zapla             | 1 - 1     | Chaco For Ever    | Emilio Fabrizzi          | 10 de octubre | 21:00   |
| Juventud Antoniana             | 3 - 3     | San Jorge (T)     | Padre Ernesto Martearena | 10 de octubre | 22:00   |
| Sarmiento (R)                  | 2 - 0     | Crucero del Norte | Centenario               | 11 de octubre | 21:00   |
| Libre: Gimnasia y Tiro (Salta) |           |                   |                          |               |         |

| Fecha 8                   | Fecha 8   | Fecha 8             | Fecha 8                     | Fecha 8       | Fecha 8 |
| Local                     | Resultado | Visitante           | Estadio                     | Fecha         | Hora    |
| ------------------------- | --------- | ------------------- | --------------------------- | ------------- | ------- |
| Boca Unidos               | 2 - 0     | Gimnasia y Tiro (S) | Leoncio Benítez             | 14 de octubre | 21:00   |
| Crucero del Norte         | 4 - 0     | Altos Hornos Zapla  | Comandante Andrés Guacurarí | 15 de octubre | 17:00   |
| San Jorge (T)             | 2 - 1     | Sarmiento (R)       | Ángel Pascual Sáez          | 19 de octubre | 16:00   |
| Chaco For Ever            | 1 - 0     | San Martín (F)      | Juan Alberto García         | 19 de octubre | 21:30   |
| Libre: Juventud Antoniana |           |                     |                             |               |         |

| Fecha 9            | Fecha 9   | Fecha 9            | Fecha 9              | Fecha 9       | Fecha 9 |
| Local              | Resultado | Visitante          | Estadio              | Fecha         | Hora    |
| ------------------ | --------- | ------------------ | -------------------- | ------------- | ------- |
| San Martín (F)     | 0 - 3     | Crucero del Norte  | 17 de Octubre        | 23 de octubre | 17:00   |
| Gimnasia y Tiro    | 1 - 3     | Chaco For Ever     | El Gigante del Norte | 23 de octubre | 20:00   |
| Sarmiento (R)      | 1 - 0     | Juventud Antoniana | Centenario           | 23 de octubre | 21:00   |
| Altos Hornos Zapla | 1 - 2     | San Jorge (T)      | Emilio Fabrizzi      | 23 de octubre | 22:00   |
| Libre: Boca Unidos |           |                    |                      |               |         |

| Fecha 10                       | Fecha 10  | Fecha 10           | Fecha 10             | Fecha 10      | Fecha 10 |
| Local                          | Resultado | Visitante          | Estadio              | Fecha         | Hora     |
| ------------------------------ | --------- | ------------------ | -------------------- | ------------- | -------- |
| San Martín (F)                 | 2 - 3     | San Jorge (T)      | 17 de Octubre        | 28 de octubre | 17:00    |
| Altos Hornos Zapla             | 1 - 1     | Juventud Antoniana | Emilio Fabrizzi      | 28 de octubre | 17:00    |
| Gimnasia y Tiro                | 0 - 0     | Crucero del Norte  | El Gigante del Norte | 28 de octubre | 17:30    |
| Boca Unidos                    | 1 - 2     | Chaco For Ever     | Leoncio Benítez      | 28 de octubre | 18:00    |
| Libre: Sarmiento (Resistencia) |           |                    |                      |               |          |

| Fecha 11              | Fecha 11  | Fecha 11            | Fecha 11                    | Fecha 11       | Fecha 11 |
| Local                 | Resultado | Visitante           | Estadio                     | Fecha          | Hora     |
| --------------------- | --------- | ------------------- | --------------------------- | -------------- | -------- |
| San Jorge (T)         | 3 - 0     | Gimnasia y Tiro (S) | Ángel Pascual Sáez          | 2 de noviembre | 16:30    |
| Crucero del Norte     | 0 - 2     | Boca Unidos         | Comandante Andrés Guacurarí | 2 de noviembre | 21:00    |
| Juventud Antoniana    | 0 - 0     | San Martín (F)      | Padre Ernesto Martearena    | 2 de noviembre | 22:00    |
| Sarmiento (R)         | 3 - 1     | Altos Hornos Zapla  | Centenario                  | 3 de noviembre | 18:30    |
| Libre: Chaco For Ever |           |                     |                             |                |          |

| Fecha 12                  | Fecha 12  | Fecha 12           | Fecha 12             | Fecha 12       | Fecha 12 |
| Local                     | Resultado | Visitante          | Estadio              | Fecha          | Hora     |
| ------------------------- | --------- | ------------------ | -------------------- | -------------- | -------- |
| Gimnasia y Tiro (S)       | 1 - 1     | Juventud Antoniana | El Gigante del Norte | 6 de noviembre | 22:00    |
| San Martín (F)            | 1 - 2     | Sarmiento (R)      | 17 de Octubre        | 7 de noviembre | 17:00    |
| Boca Unidos               | 1 - 1     | San Jorge (T)      | Leoncio Benítez      | 7 de noviembre | 21:00    |
| Chaco For Ever            | 2 - 0     | Crucero del Norte  | Juan Alberto García  | 7 de noviembre | 21:30    |
| Libre: Altos Hornos Zapla |           |                    |                      |                |          |

| Fecha 13                 | Fecha 13  | Fecha 13            | Fecha 13                 | Fecha 13        | Fecha 13 |
| Local                    | Resultado | Visitante           | Estadio                  | Fecha           | Hora     |
| ------------------------ | --------- | ------------------- | ------------------------ | --------------- | -------- |
| San Jorge (T)            | 2 - 2     | Chaco For Ever      | Ángel Pascual Sáez       | 11 de noviembre | 17:00    |
| Juventud Antoniana       | 1 - 1     | Boca Unidos         | Padre Ernesto Martearena | 11 de noviembre | 17:30    |
| Sarmiento (R)            | 3 - 0     | Gimnasia y Tiro (S) | Centenario               | 11 de noviembre | 19:00    |
| Altos Hornos Zapla       | 2 - 0     | San Martín (F)      | Emilio Fabrizzi          | 11 de noviembre | 20:00    |
| Libre: Crucero del Norte |           |                     |                          |                 |          |

| Fecha 14                    | Fecha 14  | Fecha 14           | Fecha 14                    | Fecha 14        | Fecha 14 |
| Local                       | Resultado | Visitante          | Estadio                     | Fecha           | Hora     |
| --------------------------- | --------- | ------------------ | --------------------------- | --------------- | -------- |
| Crucero del Norte           | 1 - 0     | San Jorge (T)      | Comandante Andrés Guacurarí | 18 de noviembre | 17:00    |
| Gimnasia y Tiro             | 1 - 0     | Altos Hornos Zapla | El Gigante del Norte        | 18 de noviembre | 17:30    |
| Boca Unidos                 | 1 - 0     | Sarmiento (R)      | Leoncio Benítez             | 18 de noviembre | 19:00    |
| Chaco For Ever              | 4 - 2     | Juventud Antoniana | Juan Alberto García         | 18 de noviembre | 19:05    |
| Libre: San Martín (Formosa) |           |                    |                             |                 |          |

| Fecha 15                   | Fecha 15  | Fecha 15            | Fecha 15                 | Fecha 15        | Fecha 15 |
| Local                      | Resultado | Visitante           | Estadio                  | Fecha           | Hora     |
| -------------------------- | --------- | ------------------- | ------------------------ | --------------- | -------- |
| San Martín (F)             | 1 - 1     | Gimnasia y Tiro (S) | 17 de Octubre            | 23 de noviembre | 17:00    |
| Sarmiento (R)              | 1 - 1     | Chaco For Ever      | Centenario               | 23 de noviembre | 21:00    |
| Altos Hornos Zapla         | 1 - 2     | Boca Unidos         | Emilio Fabrizzi          | 23 de noviembre | 22:00    |
| Juventud Antoniana         | 1 - 1     | Crucero del Norte   | Padre Ernesto Martearena | 23 de noviembre | 22:00    |
| Libre: San Jorge (Tucumán) |           |                     |                          |                 |          |

| Fecha 16                       | Fecha 16  | Fecha 16           | Fecha 16                    | Fecha 16        | Fecha 16 |
| Local                          | Resultado | Visitante          | Estadio                     | Fecha           | Hora     |
| ------------------------------ | --------- | ------------------ | --------------------------- | --------------- | -------- |
| San Jorge (T)                  | 1 - 1     | Juventud Antoniana | Ángel Pascual Sáez          | 27 de noviembre | 17:00    |
| Boca Unidos                    | 3 - 0     | San Martín (F)     | Leoncio Benítez             | 28 de noviembre | 21:00    |
| Chaco For Ever                 | 3 - 0     | Altos Hornos Zapla | Juan Alberto García         | 28 de noviembre | 21:30    |
| Crucero del Norte              | 1 - 2     | Sarmiento (R)      | Comandante Andrés Guacurarí | 28 de noviembre | 21:30    |
| Libre: Gimnasia y Tiro (Salta) |           |                    |                             |                 |          |

| Fecha 17                  | Fecha 17  | Fecha 17          | Fecha 17             | Fecha 17       | Fecha 17 |
| Local                     | Resultado | Visitante         | Estadio              | Fecha          | Hora     |
| ------------------------- | --------- | ----------------- | -------------------- | -------------- | -------- |
| San Martín (F)            | 0 - 0     | Chaco For Ever    | 17 de Octubre        | 2 de diciembre | 17:00    |
| Gimnasia y Tiro (S)       | 3 - 1     | Boca Unidos       | El Gigante del Norte | 2 de diciembre | 17:30    |
| Altos Hornos Zapla        | 0 - 2     | Crucero del Norte | Emilio Fabrizzi      | 2 de diciembre | 18:00    |
| Sarmiento (R)             | 1 - 2     | San Jorge (T)     | Centenario           | 2 de diciembre | 19:45    |
| Libre: Juventud Antoniana |           |                   |                      |                |          |

| Fecha 18           | Fecha 18  | Fecha 18            | Fecha 18                    | Fecha 18       | Fecha 18 |
| Local              | Resultado | Visitante           | Estadio                     | Fecha          | Hora     |
| ------------------ | --------- | ------------------- | --------------------------- | -------------- | -------- |
| Chaco For Ever     | 3 - 0     | Gimnasia y Tiro (S) | Juan Alberto García         | 7 de diciembre | 21:30    |
| Juventud Antoniana | 1 - 1     | Sarmiento (R)       | Padre Ernesto Martearena    | 7 de diciembre | 22:00    |
| San Jorge (T)      | 4 - 0     | Altos Hornos Zapla  | Ángel Pascual Sáez          | 9 de diciembre | 17:00    |
| Crucero del Norte  | 2 - 2     | San Martín (F)      | Comandante Andrés Guacurarí | 9 de diciembre | 17:00    |
| Libre: Boca Unidos |           |                     |                             |                |          |

| 1. |

## Segunda fase

### Zona A

#### Tabla de posiciones final
| Pos. | Equipo                      | Pts. | PJ | PG | PE | PP | GF | GC | Dif. |
| ---- | --------------------------- | ---- | -- | -- | -- | -- | -- | -- | ---- |
| 01.º | Alvarado                    | 12   | 7  | 3  | 3  | 1  | 10 | 6  | 4    |
| 02.º | Defensores de Belgrano (VR) | 12   | 7  | 3  | 3  | 1  | 9  | 7  | 2    |
| 03.º | Gimnasia y Esgrima (CdU)    | 11   | 7  | 2  | 5  | 0  | 10 | 7  | 3    |
| 04.º | Sansinena                   | 11   | 7  | 2  | 5  | 0  | 7  | 4  | 3    |
| 05.º | Villa Mitre                 | 10   | 7  | 2  | 4  | 1  | 8  | 5  | 3    |
| 06.º | Unión (Sunchales)           | 8    | 7  | 2  | 2  | 3  | 9  | 12 | −3   |
| 07.º | Deportivo Camioneros        | 4    | 7  | 1  | 1  | 5  | 10 | 17 | −7   |
| 08.º | Sol de Mayo                 | 3    | 7  | 0  | 3  | 4  | 7  | 12 | −5   |

|  | Accedieron a la Tercera fase.              |
|  | Pasó a la Tercera etapa de la reválida.    |
|  | Pasaron a la Segunda etapa de la reválida. |

|  |

#### Resultados
| Fecha 1                  | Fecha 1   | Fecha 1                     | Fecha 1              | Fecha 1      | Fecha 1 |
| Local                    | Resultado | Visitante                   | Estadio              | Fecha        | Hora    |
| ------------------------ | --------- | --------------------------- | -------------------- | ------------ | ------- |
| Gimnasia y Esgrima (CdU) | 2 - 0     | Defensores de Belgrano (VR) | Manuel y Ramón Núñez | 3 de febrero | 17:00   |
| Unión (S)                | 1 - 0     | Sol de Mayo                 | De la Avenida        | 3 de febrero | 20:00   |
| Alvarado                 | 3 - 1     | Deportivo Camioneros        | José María Minella   | 4 de febrero | 21:00   |
| Villa Mitre              | 0 - 0     | Sansinena                   | El Fortín            | 4 de febrero | 21:00   |

| Fecha 2                     | Fecha 2   | Fecha 2     | Fecha 2              | Fecha 2       | Fecha 2 |
| Local                       | Resultado | Visitante   | Estadio              | Fecha         | Hora    |
| --------------------------- | --------- | ----------- | -------------------- | ------------- | ------- |
| Deportivo Camioneros        | 2 - 1     | Sol de Mayo | Hugo Moyano          | 10 de febrero | 17:00   |
| Sansinena                   | 1 - 0     | Alvarado    | Luis Molina          | 10 de febrero | 17:00   |
| Gimnasia y Esgrima (CdU)    | 1 - 1     | Unión (S)   | Manuel y Ramón Núñez | 10 de febrero | 17:00   |
| Defensores de Belgrano (VR) | 2 - 1     | Villa Mitre | Salomón Boeseldín    | 10 de febrero | 20:00   |

| Fecha 3     | Fecha 3   | Fecha 3                     | Fecha 3            | Fecha 3       | Fecha 3 |
| Local       | Resultado | Visitante                   | Estadio            | Fecha         | Hora    |
| ----------- | --------- | --------------------------- | ------------------ | ------------- | ------- |
| Sol de Mayo | 0 - 0     | Sansinena                   | Sol de Mayo        | 17 de febrero | 17:00   |
| Unión (S)   | 2 - 1     | Deportivo Camioneros        | De la Avenida      | 17 de febrero | 19:00   |
| Alvarado    | 0 - 0     | Defensores de Belgrano (VR) | José María Minella | 17 de febrero | 21:00   |
| Villa Mitre | 0 - 0     | Gimnasia y Esgrima (CdU)    | El Fortín          | 18 de febrero | 21:00   |

| Fecha 4                     | Fecha 4   | Fecha 4              | Fecha 4              | Fecha 4       | Fecha 4 |
| Local                       | Resultado | Visitante            | Estadio              | Fecha         | Hora    |
| --------------------------- | --------- | -------------------- | -------------------- | ------------- | ------- |
| Defensores de Belgrano (VR) | 2 - 1     | Sol de Mayo          | Salomón Boeseldín    | 22 de febrero | 21:00   |
| Sansinena                   | 3 - 3     | Deportivo Camioneros | Luis Molina          | 24 de febrero | 17:00   |
| Gimnasia y Esgrima (CdU)    | 1 - 1     | Alvarado             | Manuel y Ramón Núñez | 24 de febrero | 17:00   |
| Villa Mitre                 | 3 - 1     | Unión (S)            | El Fortín            | 24 de febrero | 21:00   |

| Fecha 5              | Fecha 5   | Fecha 5                     | Fecha 5            | Fecha 5    | Fecha 5 |
| Local                | Resultado | Visitante                   | Estadio            | Fecha      | Hora    |
| -------------------- | --------- | --------------------------- | ------------------ | ---------- | ------- |
| Deportivo Camioneros | 1 - 3     | Defensores de Belgrano (VR) | Hugo Moyano        | 3 de marzo | 17:00   |
| Sol de Mayo          | 3 - 3     | Gimnasia y Esgrima (CdU)    | Sol de Mayo        | 3 de marzo | 17:00   |
| Unión (S)            | 1 - 3     | Sansinena                   | De la Avenida      | 3 de marzo | 19:30   |
| Alvarado             | 1 - 1     | Villa Mitre                 | José María Minella | 3 de marzo | 21:00   |

| Fecha 6                     | Fecha 6   | Fecha 6              | Fecha 6              | Fecha 6     | Fecha 6 |
| Local                       | Resultado | Visitante            | Estadio              | Fecha       | Hora    |
| --------------------------- | --------- | -------------------- | -------------------- | ----------- | ------- |
| Gimnasia y Esgrima (CdU)    | 3 - 2     | Deportivo Camioneros | Manuel y Ramón Núñez | 10 de marzo | 17:00   |
| Defensores de Belgrano (VR) | 0 - 0     | Sansinena            | Salomón Boeseldín    | 10 de marzo | 17:00   |
| Alvarado                    | 2 - 1     | Unión (S)            | José María Minella   | 10 de marzo | 20:00   |
| Villa Mitre                 | 1 - 1     | Sol de Mayo          | El Fortín            | 10 de marzo | 21:00   |

| Fecha 7              | Fecha 7   | Fecha 7                     | Fecha 7       | Fecha 7     | Fecha 7 |
| Local                | Resultado | Visitante                   | Estadio       | Fecha       | Hora    |
| -------------------- | --------- | --------------------------- | ------------- | ----------- | ------- |
| Sol de Mayo          | 1 - 3     | Alvarado                    | Sol de Mayo   | 17 de marzo | 16:00   |
| Deportivo Camioneros | 0 - 2     | Villa Mitre                 | Hugo Moyano   | 17 de marzo | 16:00   |
| Unión (S)            | 2 - 2     | Defensores de Belgrano (VR) | De la Avenida | 17 de marzo | 16:00   |
| Sansinena            | 0 - 0     | Gimnasia y Esgrima (CdU)    | Luis Molina   | 17 de marzo | 16:00   |

### Zona B

#### Tabla de posiciones final
| Pos. | Equipo                   | Pts. | PJ | PG | PE | PP | GF | GC | Dif. |
| ---- | ------------------------ | ---- | -- | -- | -- | -- | -- | -- | ---- |
| 01.º | Estudiantes (Río Cuarto) | 15   | 7  | 4  | 3  | 0  | 16 | 8  | 8    |
| 02.º | Sarmiento (Resistencia)  | 12   | 7  | 3  | 3  | 1  | 9  | 5  | 4    |
| 03.º | San Jorge (Tucumán)      | 11   | 7  | 3  | 2  | 2  | 16 | 11 | 5    |
| 04.º | Chaco For Ever           | 11   | 7  | 3  | 2  | 2  | 13 | 12 | 1    |
| 05.º | Huracán Las Heras        | 9    | 7  | 3  | 0  | 4  | 6  | 10 | −4   |
| 06.º | Desamparados             | 8    | 7  | 2  | 2  | 3  | 4  | 8  | −4   |
| 07.º | Deportivo Maipú          | 6    | 7  | 2  | 0  | 5  | 9  | 14 | −5   |
| 08.º | Boca Unidos              | 5    | 7  | 1  | 2  | 4  | 5  | 10 | −5   |

|  | Accedieron a la Tercera fase.              |
|  | Pasaron a la Segunda etapa de la reválida. |

|  |

#### Resultados
| Fecha 1          | Fecha 1   | Fecha 1           | Fecha 1              | Fecha 1      | Fecha 1 |
| Local            | Resultado | Visitante         | Estadio              | Fecha        | Hora    |
| ---------------- | --------- | ----------------- | -------------------- | ------------ | ------- |
| Chaco For Ever   | 1 - 1     | Sarmiento (R)     | Juan Alberto García  | 3 de febrero | 19:00   |
| Boca Unidos      | 1 - 1     | San Jorge (T)     | Leoncio Benítez      | 3 de febrero | 20:00   |
| Estudiantes (RC) | 1 - 0     | Huracán Las Heras | Ciudad de Río Cuarto | 3 de febrero | 21:00   |
| Desamparados     | 1 - 0     | Deportivo Maipú   | El Serpentario       | 3 de febrero | 21:00   |

| Fecha 2         | Fecha 2   | Fecha 2           | Fecha 2                | Fecha 2       | Fecha 2 |
| Local           | Resultado | Visitante         | Estadio                | Fecha         | Hora    |
| --------------- | --------- | ----------------- | ---------------------- | ------------- | ------- |
| Sarmiento (R)   | 0 - 0     | Desamparados      | Centenario             | 9 de febrero  | 20:45   |
| San Jorge (T)   | 4 - 0     | Huracán Las Heras | Ángel Pascual Sáez     | 10 de febrero | 17:00   |
| Deportivo Maipú | 2 - 0     | Boca Unidos       | Omar Higinio Sperdutti | 10 de febrero | 18:15   |
| Chaco For Ever  | 1 - 4     | Estudiantes (RC)  | Juan Alberto García    | 10 de febrero | 18:30   |

| Fecha 3           | Fecha 3   | Fecha 3         | Fecha 3              | Fecha 3       | Fecha 3 |
| Local             | Resultado | Visitante       | Estadio              | Fecha         | Hora    |
| ----------------- | --------- | --------------- | -------------------- | ------------- | ------- |
| Huracán Las Heras | 2 - 1     | Deportivo Maipú | General San Martín   | 17 de febrero | 18:00   |
| Desamparados      | 2 - 1     | Chaco For Ever  | El Serpentario       | 17 de febrero | 20:30   |
| Estudiantes (RC)  | 4 - 2     | San Jorge (T)   | Ciudad de Río Cuarto | 17 de febrero | 21:00   |
| Boca Unidos       | 1 - 2     | Sarmiento (R)   | Leoncio Benítez      | 18 de febrero | 21:00   |

| Fecha 4         | Fecha 4   | Fecha 4           | Fecha 4                | Fecha 4       | Fecha 4 |
| Local           | Resultado | Visitante         | Estadio                | Fecha         | Hora    |
| --------------- | --------- | ----------------- | ---------------------- | ------------- | ------- |
| Chaco For Ever  | 2 - 0     | Boca Unidos       | Juan Alberto García    | 23 de febrero | 21:30   |
| Deportivo Maipú | 2 - 1     | San Jorge (T)     | Omar Higinio Sperdutti | 24 de febrero | 18:15   |
| Sarmiento (R)   | 1 - 0     | Huracán Las Heras | Centenario             | 24 de febrero | 19:30   |
| Desamparados    | 1 - 1     | Estudiantes (RC)  | El Serpentario         | 24 de febrero | 20:30   |

| Fecha 5           | Fecha 5   | Fecha 5         | Fecha 5              | Fecha 5    | Fecha 5 |
| Local             | Resultado | Visitante       | Estadio              | Fecha      | Hora    |
| ----------------- | --------- | --------------- | -------------------- | ---------- | ------- |
| Estudiantes (RC)  | 4 - 2     | Deportivo Maipú | Ciudad de Río Cuarto | 1 de marzo | 21:30   |
| San Jorge (T)     | 2 - 1     | Sarmiento (R)   | Ángel Pascual Sáez   | 3 de marzo | 17:00   |
| Huracán Las Heras | 0 - 2     | Chaco For Ever  | General San Martín   | 3 de marzo | 18:00   |
| Boca Unidos       | 1 - 0     | Desamparados    | Leoncio Benítez      | 3 de marzo | 19:00   |

| Fecha 6        | Fecha 6   | Fecha 6           | Fecha 6             | Fecha 6     | Fecha 6 |
| Local          | Resultado | Visitante         | Estadio             | Fecha       | Hora    |
| -------------- | --------- | ----------------- | ------------------- | ----------- | ------- |
| Sarmiento (R)  | 3 - 0     | Deportivo Maipú   | Centenario          | 9 de marzo  | 19:00   |
| Desamparados   | 0 - 2     | Huracán Las Heras | El Serpentario      | 10 de marzo | 17:45   |
| Chaco For Ever | 3 - 3     | San Jorge (T)     | Juan Alberto García | 10 de marzo | 18:30   |
| Boca Unidos    | 1 - 1     | Estudiantes (RC)  | Leoncio Benítez     | 10 de marzo | 19:00   |

| Fecha 7           | Fecha 7   | Fecha 7        | Fecha 7                | Fecha 7     | Fecha 7 |
| Local             | Resultado | Visitante      | Estadio                | Fecha       | Hora    |
| ----------------- | --------- | -------------- | ---------------------- | ----------- | ------- |
| San Jorge (T)     | 3 - 0     | Desamparados   | Ángel Pascual Sáez     | 17 de marzo | 16:00   |
| Deportivo Maipú   | 2 - 3     | Chaco For Ever | Omar Higinio Sperdutti | 17 de marzo | 16:00   |
| Estudiantes (RC)  | 1 - 1     | Sarmiento (R)  | Ciudad de Río Cuarto   | 17 de marzo | 16:00   |
| Huracán Las Heras | 2 - 1     | Boca Unidos    | General San Martín     | 17 de marzo | 17:00   |

| 1. |

### Tabla de terceros
| Pos. | Equipo                                      | Pts. | PJ | PG | PE | PP | GF | GC | Dif. |
| ---- | ------------------------------------------- | ---- | -- | -- | -- | -- | -- | -- | ---- |
| 01.º | San Jorge (Tucumán)                         | 11   | 7  | 3  | 2  | 2  | 16 | 11 | 5    |
| 02.º | Gimnasia y Esgrima (Concepción del Uruguay) | 11   | 7  | 2  | 5  | 0  | 10 | 7  | 3    |

|  | Accedió al pentagonal final. |

|  |

## Tercera fase

### Tabla de posiciones final
| Pos. | Equipo                                 | Pts. | PJ | PG | PE | PP | GF | GC | Dif. |
| ---- | -------------------------------------- | ---- | -- | -- | -- | -- | -- | -- | ---- |
| 01.º | Estudiantes (Río Cuarto)               | 12   | 4  | 4  | 0  | 0  | 7  | 1  | 6    |
| 02.º | Sarmiento (Resistencia)                | 9    | 4  | 3  | 0  | 1  | 9  | 7  | 2    |
| 03.º | Alvarado                               | 4    | 4  | 1  | 1  | 2  | 4  | 5  | −1   |
| 04.º | San Jorge (Tucumán)                    | 4    | 4  | 1  | 1  | 2  | 3  | 6  | −3   |
| 05.º | Defensores de Belgrano (Villa Ramallo) | 0    | 4  | 0  | 0  | 4  | 3  | 7  | −4   |

|  | Campeón. Ascendió a la Primera B Nacional. |
|  | Pasaron a la Cuarta etapa de la reválida.  |

|  |

#### Resultados
| Fecha 1                     | Fecha 1   | Fecha 1          | Fecha 1           | Fecha 1     | Fecha 1 |
| Local                       | Resultado | Visitante        | Estadio           | Fecha       | Hora    |
| --------------------------- | --------- | ---------------- | ----------------- | ----------- | ------- |
| Defensores de Belgrano (VR) | 0 - 1     | Estudiantes (RC) | Salomón Boeseldín | 31 de marzo | 17:00   |
| Sarmiento (R)               | 3 - 1     | San Jorge (T)    | Centenario        | 31 de marzo | 19:30   |
| Libre: Alvarado             |           |                  |                   |             |         |

| Fecha 2                        | Fecha 2   | Fecha 2                     | Fecha 2              | Fecha 2    | Fecha 2 |
| Local                          | Resultado | Visitante                   | Estadio              | Fecha      | Hora    |
| ------------------------------ | --------- | --------------------------- | -------------------- | ---------- | ------- |
| San Jorge (T)                  | 1 - 0     | Defensores de Belgrano (VR) | Ángel Pascual Sáez   | 7 de abril | 16:00   |
| Estudiantes (RC)               | 2 - 1     | Alvarado                    | Ciudad de Río Cuarto | 7 de abril | 16:30   |
| Libre: Sarmiento (Resistencia) |           |                             |                      |            |         |

| Fecha 3                         | Fecha 3   | Fecha 3       | Fecha 3            | Fecha 3     | Fecha 3 |
| Local                           | Resultado | Visitante     | Estadio            | Fecha       | Hora    |
| ------------------------------- | --------- | ------------- | ------------------ | ----------- | ------- |
| Defensores de Belgrano (VR)     | 3 - 4     | Sarmiento (R) | Salomón Boeseldín  | 14 de abril | 16:30   |
| Alvarado                        | 1 - 1     | San Jorge (T) | José María Minella | 14 de abril | 17:00   |
| Libre: Estudiantes (Río Cuarto) |           |               |                    |             |         |

| Fecha 4                                       | Fecha 4   | Fecha 4          | Fecha 4            | Fecha 4     | Fecha 4 |
| Local                                         | Resultado | Visitante        | Estadio            | Fecha       | Hora    |
| --------------------------------------------- | --------- | ---------------- | ------------------ | ----------- | ------- |
| San Jorge (T)                                 | 0 - 2     | Estudiantes (RC) | Ángel Pascual Sáez | 28 de abril | 16:00   |
| Sarmiento (R)                                 | 2 - 1     | Alvarado         | Centenario         | 28 de abril | 19:00   |
| Libre: Defensores de Belgrano (Villa Ramallo) |           |                  |                    |             |         |

| Fecha 5                    | Fecha 5   | Fecha 5                     | Fecha 5              | Fecha 5   | Fecha 5 |
| Local                      | Resultado | Visitante                   | Estadio              | Fecha     | Hora    |
| -------------------------- | --------- | --------------------------- | -------------------- | --------- | ------- |
| Estudiantes (RC)           | 2 - 0     | Sarmiento (R)               | Ciudad de Río Cuarto | 5 de mayo | 16:00   |
| Alvarado                   | 1 - 0     | Defensores de Belgrano (VR) | José María Minella   | 5 de mayo | 16:00   |
| Libre: San Jorge (Tucumán) |           |                             |                      |           |         |

## Reválida

### Primera etapa

#### Zona A

##### Tabla de posiciones final
| Pos. | Equipo                            | Pts. | PJ | PG | PE | PP | GF | GC | Dif. |
| ---- | --------------------------------- | ---- | -- | -- | -- | -- | -- | -- | ---- |
| 01.º | Deportivo Madryn                  | 16   | 8  | 4  | 4  | 0  | 12 | 5  | 7    |
| 02.º | Cipolletti                        | 12   | 8  | 3  | 3  | 2  | 11 | 5  | 6    |
| 03.º | Ferro Carril Oeste (General Pico) | 10   | 8  | 2  | 4  | 2  | 11 | 7  | 4    |
| 04.º | Deportivo Roca                    | 8    | 8  | 2  | 2  | 4  | 4  | 10 | −6   |
| 05.º | Independiente (Neuquén)           | 4    | 8  | 1  | 1  | 6  | 3  | 16 | −13  |

|  | Accedió a la Segunda etapa. |

##### Resultados
| Fecha 1                 | Fecha 1   | Fecha 1          | Fecha 1                       | Fecha 1      | Fecha 1 |
| Local                   | Resultado | Visitante        | Estadio                       | Fecha        | Hora    |
| ----------------------- | --------- | ---------------- | ----------------------------- | ------------ | ------- |
| Independiente (N)       | 0 - 0     | Cipolletti       | La Nueva Caldera              | 3 de febrero | 17:00   |
| Ferro Carril Oeste (GP) | 1 - 1     | Deportivo Madryn | El Coloso del Barrio Talleres | 3 de febrero | 20:30   |
| Libre: Deportivo Roca   |           |                  |                               |              |         |

| Fecha 2                                  | Fecha 2   | Fecha 2           | Fecha 2              | Fecha 2      | Fecha 2 |
| Local                                    | Resultado | Visitante         | Estadio              | Fecha        | Hora    |
| ---------------------------------------- | --------- | ----------------- | -------------------- | ------------ | ------- |
| Deportivo Madryn                         | 2 - 1     | Independiente (N) | El Coliseo del Golfo | 9 de febrero | 18:00   |
| Cipolletti                               | 2 - 0     | Deportivo Roca    | La Visera de Cemento | 9 de febrero | 21:30   |
| Libre: Ferro Carril Oeste (General Pico) |           |                   |                      |              |         |

| Fecha 3           | Fecha 3   | Fecha 3                 | Fecha 3          | Fecha 3       | Fecha 3 |
| Local             | Resultado | Visitante               | Estadio          | Fecha         | Hora    |
| ----------------- | --------- | ----------------------- | ---------------- | ------------- | ------- |
| Independiente (N) | 0 - 4     | Ferro Carril Oeste (GP) | La Nueva Caldera | 13 de febrero | 17:00   |
| Deportivo Roca    | 1 - 1     | Deportivo Madryn        | Luis Maiolino    | 13 de febrero | 21:30   |
| Libre: Cipolletti |           |                         |                  |               |         |

| Fecha 4                        | Fecha 4   | Fecha 4        | Fecha 4                       | Fecha 4       | Fecha 4 |
| Local                          | Resultado | Visitante      | Estadio                       | Fecha         | Hora    |
| ------------------------------ | --------- | -------------- | ----------------------------- | ------------- | ------- |
| Deportivo Madryn               | 1 - 0     | Cipolletti     | El Coliseo del Golfo          | 17 de febrero | 18:00   |
| Ferro Carril Oeste (GP)        | 0 - 0     | Deportivo Roca | El Coloso del Barrio Talleres | 18 de febrero | 21:00   |
| Libre: Independiente (Neuquén) |           |                |                               |               |         |

| Fecha 5                 | Fecha 5   | Fecha 5                 | Fecha 5              | Fecha 5       | Fecha 5 |
| Local                   | Resultado | Visitante               | Estadio              | Fecha         | Hora    |
| ----------------------- | --------- | ----------------------- | -------------------- | ------------- | ------- |
| Deportivo Roca          | 1 - 2     | Independiente (N)       | Luis Maiolino        | 24 de febrero | 19:00   |
| Cipolletti              | 2 - 2     | Ferro Carril Oeste (GP) | La Visera de Cemento | 24 de febrero | 19:00   |
| Libre: Deportivo Madryn |           |                         |                      |               |         |

| Fecha 6               | Fecha 6   | Fecha 6                 | Fecha 6              | Fecha 6    | Fecha 6 |
| Local                 | Resultado | Visitante               | Estadio              | Fecha      | Hora    |
| --------------------- | --------- | ----------------------- | -------------------- | ---------- | ------- |
| Deportivo Madryn      | 1 - 1     | Ferro Carril Oeste (GP) | El Coliseo del Golfo | 3 de marzo | 17:00   |
| Cipolletti            | 4 - 0     | Independiente (N)       | La Visera de Cemento | 3 de marzo | 18:00   |
| Libre: Deportivo Roca |           |                         |                      |            |         |

| Fecha 7                                  | Fecha 7   | Fecha 7          | Fecha 7          | Fecha 7     | Fecha 7 |
| Local                                    | Resultado | Visitante        | Estadio          | Fecha       | Hora    |
| ---------------------------------------- | --------- | ---------------- | ---------------- | ----------- | ------- |
| Deportivo Roca                           | 1 - 0     | Cipolletti       | Luis Maiolino    | 9 de marzo  | 21:00   |
| Independiente (N)                        | 0 - 1     | Deportivo Madryn | La Nueva Caldera | 11 de marzo | 17:00   |
| Libre: Ferro Carril Oeste (General Pico) |           |                  |                  |             |         |

| Fecha 8                 | Fecha 8   | Fecha 8           | Fecha 8                       | Fecha 8     | Fecha 8 |
| Local                   | Resultado | Visitante         | Estadio                       | Fecha       | Hora    |
| ----------------------- | --------- | ----------------- | ----------------------------- | ----------- | ------- |
| Ferro Carril Oeste (GP) | 3 - 0     | Independiente (N) | El Coloso del Barrio Talleres | 15 de marzo | 21:00   |
| Deportivo Madryn        | 4 - 0     | Deportivo Roca    | El Coliseo del Golfo          | 16 de marzo | 16:30   |
| Libre: Cipolletti       |           |                   |                               |             |         |

| Fecha 9                        | Fecha 9   | Fecha 9                 | Fecha 9              | Fecha 9     | Fecha 9 |
| Local                          | Resultado | Visitante               | Estadio              | Fecha       | Hora    |
| ------------------------------ | --------- | ----------------------- | -------------------- | ----------- | ------- |
| Deportivo Roca                 | 1 - 0     | Ferro Carril Oeste (GP) | Luis Maiolino        | 20 de marzo | 21:00   |
| Cipolletti                     | 1 - 1     | Deportivo Madryn        | La Visera de Cemento | 20 de marzo | 21:30   |
| Libre: Independiente (Neuquén) |           |                         |                      |             |         |

| Fecha 10                | Fecha 10  | Fecha 10       | Fecha 10                      | Fecha 10    | Fecha 10 |
| Local                   | Resultado | Visitante      | Estadio                       | Fecha       | Hora     |
| ----------------------- | --------- | -------------- | ----------------------------- | ----------- | -------- |
| Ferro Carril Oeste (GP) | 0 - 2     | Cipolletti     | El Coloso del Barrio Talleres | 24 de marzo | 11:00    |
| Independiente (N)       | PP - PP   | Deportivo Roca | La Nueva Caldera              | 24 de marzo | 16:00    |
| Libre: Deportivo Madryn |           |                |                               |             |          |

1. ↑  Suspendido por las condiciones climáticas. Se jugó el 17 de marzo, a partir de las 11:00.
2. ↑  El partido finalizó 1 a 1, pero se le dio por ganado a Deportivo Roca por inclusión indebida del jugador Sebastián Emanuel González, de Ferro Carril Oeste (GP).[7]
3. ↑  El partido finalizó 4 a 1, pero se le dio por perdido a ambos equipos al considerarse que procedieron de manera dolosa para asegurar el resultado a favor de Deportivo Roca con la inclusión indebida del jugador Joan Manuel Artaza por parte de Independiente (N).[7]

#### Zona B

##### Tabla de posiciones final
| Pos. | Equipo                        | Pts. | PJ | PG | PE | PP | GF | GC | Dif. |
| ---- | ----------------------------- | ---- | -- | -- | -- | -- | -- | -- | ---- |
| 01.º | Sportivo Las Parejas          | 14   | 8  | 4  | 2  | 2  | 12 | 8  | 4    |
| 02.º | Defensores de Pronunciamiento | 14   | 8  | 4  | 2  | 2  | 11 | 7  | 4    |
| 03.º | Douglas Haig                  | 13   | 8  | 3  | 4  | 1  | 11 | 7  | 4    |
| 04.º | Atlético Paraná               | 6    | 8  | 1  | 3  | 4  | 9  | 15 | −6   |
| 05.º | Juventud Unida (Gualeguaychú) | 6    | 8  | 1  | 3  | 4  | 7  | 13 | −6   |

|  | Accedió a la Segunda etapa. |

##### Resultados
| Fecha 1                              | Fecha 1   | Fecha 1              | Fecha 1        | Fecha 1      | Fecha 1 |
| Local                                | Resultado | Visitante            | Estadio        | Fecha        | Hora    |
| ------------------------------------ | --------- | -------------------- | -------------- | ------------ | ------- |
| Atlético Paraná                      | 1 - 1     | Juventud Unida (G)   | Pedro Mutio    | 3 de febrero | 19:30   |
| Douglas Haig                         | 3 - 1     | Sportivo Las Parejas | Miguel Morales | 3 de febrero | 20:00   |
| Libre: Defensores de Pronunciamiento |           |                      |                |              |         |

| Fecha 2                | Fecha 2   | Fecha 2                       | Fecha 2           | Fecha 2      | Fecha 2 |
| Local                  | Resultado | Visitante                     | Estadio           | Fecha        | Hora    |
| ---------------------- | --------- | ----------------------------- | ----------------- | ------------ | ------- |
| Sportivo Las Parejas   | 1 - 0     | Defensores de Pronunciamiento | 4 de Septiembre   | 8 de febrero | 20:30   |
| Juventud Unida (G)     | 1 - 1     | Douglas Haig                  | De Los Eucaliptos | 8 de febrero | 21:30   |
| Libre: Atlético Paraná |           |                               |                   |              |         |

| Fecha 3                       | Fecha 3   | Fecha 3            | Fecha 3        | Fecha 3       | Fecha 3 |
| Local                         | Resultado | Visitante          | Estadio        | Fecha         | Hora    |
| ----------------------------- | --------- | ------------------ | -------------- | ------------- | ------- |
| Douglas Haig                  | 2 - 2     | Atlético Paraná    | Miguel Morales | 13 de febrero | 21:00   |
| Defensores de Pronunciamiento | 2 - 0     | Juventud Unida (G) | Delio Cardozo  | 13 de febrero | 21:00   |
| Libre: Sportivo Las Parejas   |           |                    |                |               |         |

| Fecha 4             | Fecha 4   | Fecha 4                       | Fecha 4           | Fecha 4       | Fecha 4 |
| Local               | Resultado | Visitante                     | Estadio           | Fecha         | Hora    |
| ------------------- | --------- | ----------------------------- | ----------------- | ------------- | ------- |
| Atlético Paraná     | 2 - 3     | Defensores de Pronunciamiento | Pedro Mutio       | 17 de febrero | 17:00   |
| Juventud Unida (G)  | 1 - 2     | Sportivo Las Parejas          | De Los Eucaliptos | 17 de febrero | 19:00   |
| Libre: Douglas Haig |           |                               |                   |               |         |

| Fecha 5                              | Fecha 5   | Fecha 5         | Fecha 5         | Fecha 5       | Fecha 5 |
| Local                                | Resultado | Visitante       | Estadio         | Fecha         | Hora    |
| ------------------------------------ | --------- | --------------- | --------------- | ------------- | ------- |
| Defensores de Pronunciamiento        | 0 - 0     | Douglas Haig    | Delio Cardozo   | 24 de febrero | 18:00   |
| Sportivo Las Parejas                 | 5 - 0     | Atlético Paraná | 4 de Septiembre | 24 de febrero | 19:00   |
| Libre: Juventud Unida (Gualeguaychú) |           |                 |                 |               |         |

| Fecha 6                              | Fecha 6   | Fecha 6         | Fecha 6           | Fecha 6    | Fecha 6 |
| Local                                | Resultado | Visitante       | Estadio           | Fecha      | Hora    |
| ------------------------------------ | --------- | --------------- | ----------------- | ---------- | ------- |
| Sportivo Las Parejas                 | 1 - 1     | Douglas Haig    | 4 de Septiembre   | 1 de marzo | 20:00   |
| Juventud Unida (G)                   | 0 - 0     | Atlético Paraná | De Los Eucaliptos | 6 de marzo | 21:00   |
| Libre: Defensores de Pronunciamiento |           |                 |                   |            |         |

| Fecha 7                       | Fecha 7   | Fecha 7              | Fecha 7        | Fecha 7     | Fecha 7 |
| Local                         | Resultado | Visitante            | Estadio        | Fecha       | Hora    |
| ----------------------------- | --------- | -------------------- | -------------- | ----------- | ------- |
| Defensores de Pronunciamiento | 0 - 0     | Sportivo Las Parejas | Delio Cardozo  | 9 de marzo  | 20:00   |
| Douglas Haig                  | 2 - 0     | Juventud Unida (G)   | Miguel Morales | 10 de marzo | 20:00   |
| Libre: Atlético Paraná        |           |                      |                |             |         |

| Fecha 8                     | Fecha 8   | Fecha 8                       | Fecha 8           | Fecha 8     | Fecha 8 |
| Local                       | Resultado | Visitante                     | Estadio           | Fecha       | Hora    |
| --------------------------- | --------- | ----------------------------- | ----------------- | ----------- | ------- |
| Juventud Unida (G)          | 1 - 4     | Defensores de Pronunciamiento | De Los Eucaliptos | 14 de marzo | 21:00   |
| Atlético Paraná             | 1 - 2     | Douglas Haig                  | Pedro Mutio       | 14 de marzo | 21:00   |
| Libre: Sportivo Las Parejas |           |                               |                   |             |         |

| Fecha 9                       | Fecha 9   | Fecha 9            | Fecha 9         | Fecha 9     | Fecha 9 |
| Local                         | Resultado | Visitante          | Estadio         | Fecha       | Hora    |
| ----------------------------- | --------- | ------------------ | --------------- | ----------- | ------- |
| Defensores de Pronunciamiento | 1 - 3     | Atlético Paraná    | Delio Cardozo   | 18 de marzo | 17:00   |
| Sportivo Las Parejas          | 1 - 3     | Juventud Unida (G) | 4 de Septiembre | 18 de marzo | 20:00   |
| Libre: Douglas Haig           |           |                    |                 |             |         |

| Fecha 10                             | Fecha 10  | Fecha 10                      | Fecha 10       | Fecha 10    | Fecha 10 |
| Local                                | Resultado | Visitante                     | Estadio        | Fecha       | Hora     |
| ------------------------------------ | --------- | ----------------------------- | -------------- | ----------- | -------- |
| Douglas Haig                         | 0 - 1     | Defensores de Pronunciamiento | Miguel Morales | 24 de marzo | 16:00    |
| Atlético Paraná                      | 0 - 1     | Sportivo Las Parejas          | Pedro Mutio    | 24 de marzo | 16:00    |
| Libre: Juventud Unida (Gualeguaychú) |           |                               |                |             |          |

| 1. |

#### Zona C

##### Tabla de posiciones final
| Pos. | Equipo                          | Pts. | PJ | PG | PE | PP | GF | GC | Dif. |
| ---- | ------------------------------- | ---- | -- | -- | -- | -- | -- | -- | ---- |
| 01.º | Sportivo Estudiantes (San Luis) | 15   | 8  | 4  | 3  | 1  | 10 | 7  | 3    |
| 02.º | Sportivo Belgrano               | 13   | 8  | 3  | 4  | 1  | 15 | 11 | 4    |
| 03.º | Racing (Córdoba)                | 11   | 8  | 3  | 2  | 3  | 13 | 10 | 3    |
| 04.º | Juventud Unida Universitario    | 10   | 8  | 2  | 4  | 2  | 8  | 12 | −4   |
| 05.º | San Lorenzo de Alem             | 3    | 8  | 0  | 3  | 5  | 11 | 17 | −6   |

|  | Accedió a la Segunda etapa. |

##### Resultados
| Fecha 1                    | Fecha 1   | Fecha 1                   | Fecha 1        | Fecha 1      | Fecha 1 |
| Local                      | Resultado | Visitante                 | Estadio        | Fecha        | Hora    |
| -------------------------- | --------- | ------------------------- | -------------- | ------------ | ------- |
| Racing (C)                 | 0 - 1     | Sportivo Estudiantes (SL) | Miguel Sancho  | 3 de febrero | 19:00   |
| Sportivo Belgrano          | 0 - 0     | Juventud U. U.            | Oscar C. Boero | 3 de febrero | 20:45   |
| Libre: San Lorenzo de Alem |           |                           |                |              |         |

| Fecha 2                   | Fecha 2   | Fecha 2             | Fecha 2                       | Fecha 2      | Fecha 2 |
| Local                     | Resultado | Visitante           | Estadio                       | Fecha        | Hora    |
| ------------------------- | --------- | ------------------- | ----------------------------- | ------------ | ------- |
| Sportivo Estudiantes (SL) | 1 - 1     | Sportivo Belgrano   | Héctor Odicino y Pedro Benoza | 9 de febrero | 19:00   |
| Juventud U. U.            | 2 - 1     | San Lorenzo de Alem | Mario Sebastián Diez          | 9 de febrero | 20:00   |
| Libre: Racing (Córdoba)   |           |                     |                               |              |         |

| Fecha 3                             | Fecha 3   | Fecha 3                   | Fecha 3             | Fecha 3       | Fecha 3 |
| Local                               | Resultado | Visitante                 | Estadio             | Fecha         | Hora    |
| ----------------------------------- | --------- | ------------------------- | ------------------- | ------------- | ------- |
| Sportivo Belgrano                   | 1 - 2     | Racing (C)                | Oscar C. Boero      | 13 de febrero | 21:00   |
| San Lorenzo de Alem                 | 1 - 2     | Sportivo Estudiantes (SL) | Malvinas Argentinas | 13 de febrero | 21:00   |
| Libre: Juventud Unida Universitario |           |                           |                     |               |         |

| Fecha 4                   | Fecha 4   | Fecha 4             | Fecha 4                       | Fecha 4       | Fecha 4 |
| Local                     | Resultado | Visitante           | Estadio                       | Fecha         | Hora    |
| ------------------------- | --------- | ------------------- | ----------------------------- | ------------- | ------- |
| Racing (C)                | 2 - 0     | San Lorenzo de Alem | Miguel Sancho                 | 17 de febrero | 18:00   |
| Sportivo Estudiantes (SL) | 1 - 1     | Juventud U. U.      | Héctor Odicino y Pedro Benoza | 17 de febrero | 21:00   |
| Libre: Sportivo Belgrano  |           |                     |                               |               |         |

| Fecha 5                                | Fecha 5   | Fecha 5           | Fecha 5              | Fecha 5       | Fecha 5 |
| Local                                  | Resultado | Visitante         | Estadio              | Fecha         | Hora    |
| -------------------------------------- | --------- | ----------------- | -------------------- | ------------- | ------- |
| San Lorenzo de Alem                    | 2 - 3     | Sportivo Belgrano | Malvinas Argentinas  | 24 de febrero | 18:00   |
| Juventud U. U.                         | 0 - 0     | Racing (C)        | Mario Sebastián Diez | 24 de febrero | 20:00   |
| Libre: Sportivo Estudiantes (San Luis) |           |                   |                      |               |         |

| Fecha 6                    | Fecha 6   | Fecha 6           | Fecha 6                       | Fecha 6    | Fecha 6 |
| Local                      | Resultado | Visitante         | Estadio                       | Fecha      | Hora    |
| -------------------------- | --------- | ----------------- | ----------------------------- | ---------- | ------- |
| Juventud U. U.             | 1 - 4     | Sportivo Belgrano | Mario Sebastián Diez          | 2 de marzo | 18:00   |
| Sportivo Estudiantes (SL)  | 1 - 0     | Racing (C)        | Héctor Odicino y Pedro Benoza | 3 de marzo | 19:00   |
| Libre: San Lorenzo de Alem |           |                   |                               |            |         |

| Fecha 7                 | Fecha 7   | Fecha 7                   | Fecha 7             | Fecha 7    | Fecha 7 |
| Local                   | Resultado | Visitante                 | Estadio             | Fecha      | Hora    |
| ----------------------- | --------- | ------------------------- | ------------------- | ---------- | ------- |
| San Lorenzo de Alem     | 1 - 1     | Juventud U. U.            | Malvinas Argentinas | 8 de marzo | 21:00   |
| Sportivo Belgrano       | 2 - 2     | Sportivo Estudiantes (SL) | Oscar C. Boero      | 9 de marzo | 18:00   |
| Libre: Racing (Córdoba) |           |                           |                     |            |         |

| Fecha 8                             | Fecha 8   | Fecha 8             | Fecha 8                       | Fecha 8     | Fecha 8 |
| Local                               | Resultado | Visitante           | Estadio                       | Fecha       | Hora    |
| ----------------------------------- | --------- | ------------------- | ----------------------------- | ----------- | ------- |
| Racing (C)                          | 1 - 2     | Sportivo Belgrano   | Miguel Sancho                 | 13 de marzo | 21:15   |
| Sportivo Estudiantes (SL)           | 2 - 1     | San Lorenzo de Alem | Héctor Odicino y Pedro Benoza | 13 de marzo | 21:30   |
| Libre: Juventud Unida Universitario |           |                     |                               |             |         |

| Fecha 9                  | Fecha 9   | Fecha 9                   | Fecha 9              | Fecha 9     | Fecha 9 |
| Local                    | Resultado | Visitante                 | Estadio              | Fecha       | Hora    |
| ------------------------ | --------- | ------------------------- | -------------------- | ----------- | ------- |
| San Lorenzo de Alem      | 3 - 3     | Racing (C)                | Malvinas Argentinas  | 17 de marzo | 18:00   |
| Juventud U. U.           | 1 - 0     | Sportivo Estudiantes (SL) | Mario Sebastián Diez | 17 de marzo | 22:00   |
| Libre: Sportivo Belgrano |           |                           |                      |             |         |

| Fecha 10                               | Fecha 10  | Fecha 10            | Fecha 10       | Fecha 10    | Fecha 10 |
| Local                                  | Resultado | Visitante           | Estadio        | Fecha       | Hora     |
| -------------------------------------- | --------- | ------------------- | -------------- | ----------- | -------- |
| Racing (C)                             | 5 - 2     | Juventud U. U.      | Miguel Sancho  | 24 de marzo | 16:00    |
| Sportivo Belgrano                      | 2 - 2     | San Lorenzo de Alem | Oscar C. Boero | 24 de marzo | 19:30    |
| Libre: Sportivo Estudiantes (San Luis) |           |                     |                |             |          |

#### Zona D

##### Tabla de posiciones final
| Pos. | Equipo                  | Pts. | PJ | PG | PE | PP | GF | GC | Dif. |
| ---- | ----------------------- | ---- | -- | -- | -- | -- | -- | -- | ---- |
| 01.º | San Martín (Formosa)    | 17   | 8  | 5  | 2  | 1  | 14 | 6  | 8    |
| 02.º | Juventud Antoniana      | 11   | 8  | 3  | 2  | 3  | 8  | 8  | 0    |
| 03.º | Crucero del Norte       | 10   | 8  | 3  | 1  | 4  | 5  | 6  | −1   |
| 04.º | Altos Hornos Zapla      | 9    | 8  | 2  | 3  | 3  | 5  | 6  | −1   |
| 05.º | Gimnasia y Tiro (Salta) | 8    | 8  | 2  | 2  | 4  | 4  | 10 | −6   |

|  | Accedió a la Segunda etapa. |

##### Resultados
| Fecha 1                  | Fecha 1   | Fecha 1            | Fecha 1              | Fecha 1      | Fecha 1 |
| Local                    | Resultado | Visitante          | Estadio              | Fecha        | Hora    |
| ------------------------ | --------- | ------------------ | -------------------- | ------------ | ------- |
| San Martín (F)           | 2 - 0     | Juventud Antoniana | 17 de Octubre        | 3 de febrero | 17:30   |
| Gimnasia y Tiro (S)      | 1 - 0     | Altos Hornos Zapla | El Gigante del Norte | 3 de febrero | 19:00   |
| Libre: Crucero del Norte |           |                    |                      |              |         |

| Fecha 2                        | Fecha 2   | Fecha 2           | Fecha 2                  | Fecha 2      | Fecha 2 |
| Local                          | Resultado | Visitante         | Estadio                  | Fecha        | Hora    |
| ------------------------------ | --------- | ----------------- | ------------------------ | ------------ | ------- |
| Altos Hornos Zapla             | 1 - 1     | San Martín (F)    | Emilio Fabrizzi          | 8 de febrero | 21:30   |
| Juventud Antoniana             | 1 - 0     | Crucero del Norte | Padre Ernesto Martearena | 8 de febrero | 22:00   |
| Libre: Gimnasia y Tiro (Salta) |           |                   |                          |              |         |

| Fecha 3                   | Fecha 3   | Fecha 3             | Fecha 3                     | Fecha 3       | Fecha 3 |
| Local                     | Resultado | Visitante           | Estadio                     | Fecha         | Hora    |
| ------------------------- | --------- | ------------------- | --------------------------- | ------------- | ------- |
| San Martín (F)            | 4 - 0     | Gimnasia y Tiro (S) | 17 de Octubre               | 13 de febrero | 17:30   |
| Crucero del Norte         | 1 - 0     | Altos Hornos Zapla  | Comandante Andrés Guacurarí | 13 de febrero | 21:30   |
| Libre: Juventud Antoniana |           |                     |                             |               |         |

| Fecha 4                     | Fecha 4   | Fecha 4            | Fecha 4              | Fecha 4       | Fecha 4 |
| Local                       | Resultado | Visitante          | Estadio              | Fecha         | Hora    |
| --------------------------- | --------- | ------------------ | -------------------- | ------------- | ------- |
| Gimnasia y Tiro (S)         | 1 - 0     | Crucero del Norte  | El Gigante del Norte | 17 de febrero | 19:00   |
| Altos Hornos Zapla          | 1 - 0     | Juventud Antoniana | Emilio Fabrizzi      | 18 de febrero | 21:00   |
| Libre: San Martín (Formosa) |           |                    |                      |               |         |

| Fecha 5                   | Fecha 5   | Fecha 5             | Fecha 5                     | Fecha 5       | Fecha 5 |
| Local                     | Resultado | Visitante           | Estadio                     | Fecha         | Hora    |
| ------------------------- | --------- | ------------------- | --------------------------- | ------------- | ------- |
| Crucero del Norte         | 1 - 0     | San Martín (F)      | Comandante Andrés Guacurarí | 24 de febrero | 17:30   |
| Juventud Antoniana        | 1 - 1     | Gimnasia y Tiro (S) | Padre Ernesto Martearena    | 24 de febrero | 18:00   |
| Libre: Altos Hornos Zapla |           |                     |                             |               |         |

| Fecha 6                  | Fecha 6   | Fecha 6             | Fecha 6                  | Fecha 6    | Fecha 6 |
| Local                    | Resultado | Visitante           | Estadio                  | Fecha      | Hora    |
| ------------------------ | --------- | ------------------- | ------------------------ | ---------- | ------- |
| Altos Hornos Zapla       | 1 - 0     | Gimnasia y Tiro (S) | Emilio Fabrizzi          | 1 de marzo | 21:30   |
| Juventud Antoniana       | 1 - 2     | San Martín (F)      | Padre Ernesto Martearena | 1 de marzo | 22:00   |
| Libre: Crucero del Norte |           |                     |                          |            |         |

| Fecha 7                        | Fecha 7   | Fecha 7            | Fecha 7                     | Fecha 7    | Fecha 7 |
| Local                          | Resultado | Visitante          | Estadio                     | Fecha      | Hora    |
| ------------------------------ | --------- | ------------------ | --------------------------- | ---------- | ------- |
| San Martín (F)                 | 2 - 1     | Altos Hornos Zapla | 17 de Octubre               | 9 de marzo | 17:30   |
| Crucero del Norte              | 1 - 2     | Juventud Antoniana | Comandante Andrés Guacurarí | 9 de marzo | 17:30   |
| Libre: Gimnasia y Tiro (Salta) |           |                    |                             |            |         |

| Fecha 8                   | Fecha 8   | Fecha 8           | Fecha 8              | Fecha 8     | Fecha 8 |
| Local                     | Resultado | Visitante         | Estadio              | Fecha       | Hora    |
| ------------------------- | --------- | ----------------- | -------------------- | ----------- | ------- |
| Altos Hornos Zapla        | 0 - 0     | Crucero del Norte | Emilio Fabrizzi      | 13 de marzo | 19:00   |
| Gimnasia y Tiro (S)       | 1 - 1     | San Martín (F)    | El Gigante del Norte | 13 de marzo | 21:30   |
| Libre: Juventud Antoniana |           |                   |                      |             |         |

| Fecha 9                     | Fecha 9   | Fecha 9             | Fecha 9                     | Fecha 9     | Fecha 9 |
| Local                       | Resultado | Visitante           | Estadio                     | Fecha       | Hora    |
| --------------------------- | --------- | ------------------- | --------------------------- | ----------- | ------- |
| Crucero del Norte           | 1 - 0     | Gimnasia y Tiro (S) | Comandante Andrés Guacurarí | 17 de marzo | 17:30   |
| Juventud Antoniana          | 1 - 1     | Altos Hornos Zapla  | Padre Ernesto Martearena    | 17 de marzo | 18:00   |
| Libre: San Martín (Formosa) |           |                     |                             |             |         |

| Fecha 10                  | Fecha 10  | Fecha 10           | Fecha 10             | Fecha 10    | Fecha 10 |
| Local                     | Resultado | Visitante          | Estadio              | Fecha       | Hora     |
| ------------------------- | --------- | ------------------ | -------------------- | ----------- | -------- |
| San Martín (F)            | 2 - 1     | Crucero del Norte  | 17 de Octubre        | 24 de marzo | 16:00    |
| Gimnasia y Tiro (S)       | 0 - 2     | Juventud Antoniana | El Gigante del Norte | 24 de marzo | 16:00    |
| Libre: Altos Hornos Zapla |           |                    |                      |             |          |

### Segunda etapa
Clasificaron a esta etapa los 10 equipos participantes de la Segunda fase que no accedieron al pentagonal final, que ocuparon los puestos del cuarto al octavo en sus respectivas zonas, y los 4 ganadores de cada zona de la Primera etapa.

#### Tabla de ordenamiento
Los equipos se ordenaron del 1 al 14, ocupando los 10 provenientes de la Segunda fase las primeras posiciones y los procedentes de la Primera etapa de la Reválida las últimas 4. Los enfrentamientos se produjeron entre los sucesivos mejor y peor ubicados. Los 7 ganadores pasaron a la Tercera etapa.
| Orden | Equipo                          | Pos. | Pos. | Ptos | J | G | E | P | GF | GC | DG |
| ----- | ------------------------------- | ---- | ---- | ---- | - | - | - | - | -- | -- | -- |
| 1     | Sansinena                       | 4.º  | —    | 11   | 7 | 2 | 5 | 0 | 7  | 4  | 3  |
| 2     | Chaco For Ever                  | 4.º  | —    | 11   | 7 | 3 | 2 | 2 | 13 | 12 | 1  |
| 3     | Villa Mitre                     | 5.º  | —    | 10   | 7 | 2 | 4 | 1 | 8  | 5  | 3  |
| 4     | Huracán Las Heras               | 5.º  | —    | 9    | 7 | 3 | 0 | 4 | 6  | 10 | -4 |
| 5     | Unión (Sunchales)               | 6.º  | —    | 8    | 7 | 2 | 2 | 3 | 9  | 12 | -3 |
| 6     | Desamparados                    | 6.º  | —    | 8    | 7 | 2 | 2 | 3 | 4  | 8  | -4 |
| 7     | Deportivo Maipú                 | 7.º  | —    | 6    | 7 | 2 | 0 | 5 | 9  | 14 | -5 |
| 8     | Deportivo Camioneros            | 7.º  | —    | 4    | 7 | 1 | 1 | 5 | 10 | 17 | -7 |
| 9     | Boca Unidos                     | 8.º  | —    | 5    | 7 | 1 | 2 | 4 | 5  | 10 | -5 |
| 10    | Sol de Mayo                     | 8.º  | —    | 3    | 7 | 0 | 3 | 4 | 7  | 12 | -5 |
| 11    | San Martín (Formosa)            | —    | 1.º  | 17   | 8 | 5 | 2 | 1 | 14 | 6  | 8  |
| 12    | Deportivo Madryn                | —    | 1.º  | 16   | 8 | 4 | 4 | 0 | 12 | 5  | 7  |
| 13    | Sportivo Estudiantes (San Luis) | —    | 1.º  | 15   | 8 | 4 | 3 | 1 | 10 | 7  | 3  |
| 14    | Sportivo Las Parejas            | —    | 1.º  | 14   | 8 | 4 | 2 | 2 | 12 | 8  | 4  |

|  | Clasificados en la Segunda fase.  |
|  | Clasificados en la Primera etapa. |

#### Enfrentamientos
| Llave | Equipo 1          | Global        | Equipo 2                        |
| ----- | ----------------- | ------------- | ------------------------------- |
| 1     | Sansinena         | (2) 0 - 0 (3) | Sportivo Las Parejas            |
| 2     | Chaco For Ever    | 1 - 0         | Sportivo Estudiantes (San Luis) |
| 3     | Villa Mitre       | 1 - 3         | Deportivo Madryn                |
| 4     | Huracán Las Heras | 2 - 1         | San Martín (Formosa)            |
| 5     | Unión (Sunchales) | 1 - 4         | Sol de Mayo                     |
| 6     | Desamparados      | (4) 1 - 1 (3) | Boca Unidos                     |
| 7     | Deportivo Maipú   | (4) 0 - 0 (2) | Deportivo Camioneros            |

|  | Clasificado a la Tercera etapa. |

#### Resultados
| Partidos de ida           | Partidos de ida | Partidos de ida   | Partidos de ida               | Partidos de ida | Partidos de ida |
| Local                     | Resultado       | Visitante         | Estadio                       | Fecha           | Hora            |
| ------------------------- | --------------- | ----------------- | ----------------------------- | --------------- | --------------- |
| Deportivo Camioneros      | 0 - 0           | Deportivo Maipú   | Hugo Moyano                   | 31 de marzo     | 16:00           |
| Sol de Mayo               | 3 - 0           | Unión (Sunchales) | Sol de Mayo                   | 31 de marzo     | 16:00           |
| Boca Unidos               | 0 - 0           | Desamparados      | Leoncio Benítez               | 31 de marzo     | 19:00           |
| Deportivo Madryn          | 2 - 0           | Villa Mitre       | El Coliseo del Golfo          | 16 de abril     | 16:00           |
| San Martín (F)            | 1 - 1           | Huracán Las Heras | 17 de Octubre                 | 16 de abril     | 17:00           |
| Sportivo Las Parejas      | 0 - 0           | Sansinena         | 4 de Septiembre               | 16 de abril     | 20:00           |
| Sportivo Estudiantes (SL) | 0 - 0           | Chaco For Ever    | Héctor Odicino y Pedro Benoza | 16 de abril     | 21:30           |

| Partidos de vuelta | Partidos de vuelta | Partidos de vuelta        | Partidos de vuelta     | Partidos de vuelta | Partidos de vuelta |
| Local              | Resultado          | Visitante                 | Estadio                | Fecha              | Hora               |
| ------------------ | ------------------ | ------------------------- | ---------------------- | ------------------ | ------------------ |
| Unión (Sunchales)  | 1 - 1              | Sol de Mayo               | Fortaleza del Bicho    | 7 de abril         | 16:00              |
| Deportivo Maipú    | 0 - 0              | Deportivo Camioneros      | Omar Higinio Sperdutti | 7 de abril         | 16:45              |
| Desamparados       | 1 - 1              | Boca Unidos               | El Serpentario         | 7 de abril         | 21:00              |
| Sansinena          | 0 - 0              | Sportivo Las Parejas      | Luis Molina            | 21 de abril        | 16:00              |
| Huracán Las Heras  | 1 - 0              | San Martín (F)            | General San Martín     | 21 de abril        | 16:00              |
| Chaco For Ever     | 1 - 0              | Sportivo Estudiantes (SL) | Juan Alberto García    | 21 de abril        | 16:30              |
| Villa Mitre        | 1 - 1              | Deportivo Madryn          | El Fortín              | 21 de abril        | 20:00              |

### Tercera etapa

#### Tabla de ordenamiento
Se agregó el equipo que terminó tercero en su zona de la Segunda fase y no clasificó al pentagonal, que ocupó el primer lugar. Los clasificados en la Segunda etapa de la Reválida mantuvieron el orden preestablecido.
| Orden | Equipo                                      | Pos. | Pos. | Ptos | J | G | E | P | GF | GC | DG |
| ----- | ------------------------------------------- | ---- | ---- | ---- | - | - | - | - | -- | -- | -- |
| 1     | Gimnasia y Esgrima (Concepción del Uruguay) | 3.º  | —    | 11   | 7 | 2 | 5 | 0 | 10 | 7  | 3  |
| 2     | Chaco For Ever                              | 4.º  | —    | 11   | 7 | 3 | 2 | 2 | 13 | 12 | 1  |
| 3     | Huracán Las Heras                           | 5.º  | —    | 9    | 7 | 3 | 0 | 4 | 6  | 10 | -4 |
| 4     | Desamparados                                | 6.º  | —    | 8    | 7 | 2 | 2 | 3 | 4  | 8  | -4 |
| 5     | Deportivo Maipú                             | 7.º  | —    | 6    | 7 | 2 | 0 | 5 | 9  | 14 | -5 |
| 6     | Sol de Mayo                                 | 8.º  | —    | 3    | 7 | 0 | 3 | 4 | 7  | 12 | -5 |
| 7     | Deportivo Madryn                            | —    | 1.º  | 16   | 8 | 4 | 4 | 0 | 12 | 5  | 7  |
| 8     | Sportivo Las Parejas                        | —    | 1.º  | 14   | 8 | 4 | 2 | 2 | 12 | 8  | 4  |

|  | Clasificados en la Segunda fase.  |
|  | Clasificados en la Primera etapa. |

#### Enfrentamientos
| Llave | Equipo 1                                    | Global | Equipo 2             |
| ----- | ------------------------------------------- | ------ | -------------------- |
| 1     | Gimnasia y Esgrima (Concepción del Uruguay) | 1 - 0  | Sportivo Las Parejas |
| 2     | Chaco For Ever                              | 0 - 1  | Deportivo Madryn     |
| 3     | Huracán Las Heras                           | 1 - 3  | Sol de Mayo          |
| 4     | Desamparados                                | 3 - 2  | Deportivo Maipú      |

|  | Clasificado a la Cuarta etapa. |

#### Resultados
| Partidos de ida      | Partidos de ida | Partidos de ida          | Partidos de ida        | Partidos de ida | Partidos de ida |
| Local                | Resultado       | Visitante                | Estadio                | Fecha           | Hora            |
| -------------------- | --------------- | ------------------------ | ---------------------- | --------------- | --------------- |
| Sol de Mayo          | 1 - 0           | Huracán Las Heras        | Sol de Mayo            | 28 de abril     | 15:30           |
| Deportivo Madryn     | 1 - 0           | Chaco For Ever           | El Coliseo del Golfo   | 28 de abril     | 16:00           |
| Deportivo Maipú      | 1 - 0           | Desamparados             | Omar Higinio Sperdutti | 28 de abril     | 16:00           |
| Sportivo Las Parejas | 0 - 0           | Gimnasia y Esgrima (CdU) | 4 de Septiembre        | 29 de abril     | 20:00           |

| Partidos de vuelta       | Partidos de vuelta | Partidos de vuelta   | Partidos de vuelta   | Partidos de vuelta | Partidos de vuelta |
| Local                    | Resultado          | Visitante            | Estadio              | Fecha              | Hora               |
| ------------------------ | ------------------ | -------------------- | -------------------- | ------------------ | ------------------ |
| Gimnasia y Esgrima (CdU) | 1 - 0              | Sportivo Las Parejas | Manuel y Ramón Núñez | 5 de mayo          | 15:00              |
| Chaco For Ever           | 0 - 0              | Deportivo Madryn     | Juan Alberto García  | 5 de mayo          | 16:00              |
| Desamparados             | 3 - 1              | Deportivo Maipú      | El Serpentario       | 5 de mayo          | 16:00              |
| Huracán Las Heras        | 1 - 2              | Sol de Mayo          | General San Martín   | 5 de mayo          | 16:00              |

### Tabla de ordenamiento
Esta tabla se utilizó en las tres últimas etapas.
Se agregaron los 4 equipos que participaron del pentagonal final y no ascendieron, los que ocuparon los primeros lugares, de acuerdo con la sumatoria de los puntos obtenidos en la Segunda y Tercera fase. Los provenientes de la Tercera etapa ocuparon las últimas posiciones, manteniendo el ordenamiento utilizado anteriormente.
| Orden | Equipo                                      | Pos. | Pos. | Ptos | J  | G | E | P | GF | GC | DG |
| ----- | ------------------------------------------- | ---- | ---- | ---- | -- | - | - | - | -- | -- | -- |
| 1     | Sarmiento (Resistencia)                     | 1.º  | —    | 21   | 11 | 6 | 3 | 2 | 18 | 12 | 6  |
| 2     | Alvarado                                    | 2.º  | —    | 16   | 11 | 4 | 4 | 3 | 14 | 11 | 3  |
| 3     | San Jorge (Tucumán)                         | 3.º  | —    | 15   | 11 | 4 | 3 | 4 | 19 | 17 | 2  |
| 4     | Defensores de Belgrano (Villa Ramallo)      | 4.º  | —    | 12   | 11 | 3 | 3 | 5 | 12 | 14 | -2 |
| 5     | Gimnasia y Esgrima (Concepción del Uruguay) | 3.º  | —    | 11   | 7  | 2 | 5 | 0 | 10 | 7  | 3  |
| 6     | Desamparados                                | 6.º  | —    | 8    | 7  | 2 | 2 | 3 | 4  | 8  | -4 |
| 7     | Sol de Mayo                                 | 8.º  | —    | 3    | 7  | 0 | 3 | 4 | 7  | 12 | -5 |
| 8     | Deportivo Madryn                            | —    | 1.º  | 16   | 8  | 4 | 4 | 0 | 12 | 5  | 7  |

|  | Clasificados en la Tercera fase.  |
|  | Clasificados en la Tercera etapa. |

### Cuadro de desarrollo
|  | Cuarta etapa     | Cuarta etapa                | Cuarta etapa     | Cuarta etapa                | Cuarta etapa     |   |   | Quinta etapa            | Quinta etapa            | Quinta etapa            | Quinta etapa            | Quinta etapa            |  |   | Sexta etapa      | Sexta etapa      | Sexta etapa      | Sexta etapa      | Sexta etapa      |  |
|  | 12 al 20 de mayo | 12 al 20 de mayo            | 12 al 20 de mayo | 12 al 20 de mayo            | 12 al 20 de mayo |   |   | 26 de mayo y 2 de junio | 26 de mayo y 2 de junio | 26 de mayo y 2 de junio | 26 de mayo y 2 de junio | 26 de mayo y 2 de junio |  |   | 16 y 23 de junio | 16 y 23 de junio | 16 y 23 de junio | 16 y 23 de junio | 16 y 23 de junio |  |
|  |                  |                             |                  |                             |                  |   |   |                         |                         |                         |                         |                         |  |   |                  |                  |                  |                  |                  |  |
|  |                  |                             |                  |                             |                  |   |   |                         |                         |                         |                         |                         |  |   |                  |                  |                  |                  |                  |  |
|  | 2                | Alvarado                    | 1                | 1                           | 2                |   |   |                         |                         |                         |                         |                         |  |   |                  |                  |                  |                  |                  |  |
|  | 2                | Alvarado                    | 1                | 1                           | 2                |   |   |                         |                         |                         |                         |                         |  |   |                  |                  |                  |                  |                  |  |
|  | 7                | Sol de Mayo                 | 1                | 0                           | 1                |   |   |                         |                         |                         |                         |                         |  |   |                  |                  |                  |                  |                  |  |
|  | 7                | Sol de Mayo                 | 1                | 0                           | 1                |   | 1 | Alvarado                | 0                       | 4                       | 4                       |                         |  |   |                  |                  |                  |                  |                  |  |
|  |                  |                             |                  |                             |                  |   | 1 | Alvarado                | 0                       | 4                       | 4                       |                         |  |   |                  |                  |                  |                  |                  |  |
|  |                  |                             | 4                | Deportivo Madryn            | 0                | 2 | 2 |                         |                         |                         |                         |                         |  |   |                  |                  |                  |                  |                  |  |
|  | 1                | Sarmiento (R)               | 4                | Deportivo Madryn            | 0                | 2 | 2 | 0                       | 2                       | 2                       |                         |                         |  |   |                  |                  |                  |                  |                  |  |
|  | 1                | Sarmiento (R)               |                  |                             |                  |   |   |                         |                         | 2                       |                         |                         |  |   |                  |                  |                  |                  |                  |  |
|  | 8                | Deportivo Madryn            | 3                | 1                           | 4                |   |   |                         |                         |                         |                         |                         |  |   |                  |                  |                  |                  |                  |  |
|  | 8                | Deportivo Madryn            | 3                | 1                           | 4                |   |   |                         |                         |                         |                         |                         |  | 1 | Alvarado         | 0                | 1                | 1                |                  |  |
|  |                  |                             |                  |                             |                  |   |   |                         |                         |                         |                         |                         |  | 1 | Alvarado         | 0                | 1                | 1                |                  |  |
|  |                  |                             | 2                | San Jorge (T)               | 0                | 0 | 0 |                         |                         |                         |                         |                         |  |   |                  |                  |                  |                  |                  |  |
|  | 3                | San Jorge (T)               | 2                | San Jorge (T)               | 0                | 0 | 0 | 3                       | 3                       | 6                       |                         |                         |  |   |                  |                  |                  |                  |                  |  |
|  | 3                | San Jorge (T)               |                  |                             |                  |   |   |                         |                         | 6                       |                         |                         |  |   |                  |                  |                  |                  |                  |  |
|  | 6                | Desamparados                | 0                | 1                           | 1                |   |   |                         |                         |                         |                         |                         |  |   |                  |                  |                  |                  |                  |  |
|  | 6                | Desamparados                | 0                | 1                           | 1                |   | 2 | San Jorge (T)           | 3                       | 1                       | 4                       |                         |  |   |                  |                  |                  |                  |                  |  |
|  |                  |                             |                  |                             |                  |   | 2 | San Jorge (T)           | 3                       | 1                       | 4                       |                         |  |   |                  |                  |                  |                  |                  |  |
|  |                  |                             | 3                | Defensores de Belgrano (VR) | 0                | 2 | 2 |                         |                         |                         |                         |                         |  |   |                  |                  |                  |                  |                  |  |
|  | 4                | Defensores de Belgrano (VR) | 3                | Defensores de Belgrano (VR) | 0                | 2 | 2 | 3                       | 1                       | 4                       |                         |                         |  |   |                  |                  |                  |                  |                  |  |
|  | 4                | Defensores de Belgrano (VR) |                  |                             |                  |   |   |                         |                         | 4                       |                         |                         |  |   |                  |                  |                  |                  |                  |  |
|  | 5                | Gimnasia y Esgrima (CdU)    | 2                | 1                           | 3                |   |   |                         |                         |                         |                         |                         |  |   |                  |                  |                  |                  |                  |  |
|  | 5                | Gimnasia y Esgrima (CdU)    | 2                | 1                           | 3                |   |   |                         |                         |                         |                         |                         |  |   |                  |                  |                  |                  |                  |  |
|  |                  |                             |                  |                             |                  |   |   |                         |                         |                         |                         |                         |  |   |                  |                  |                  |                  |                  |  |

- Nota: El equipo con menor numeración fue local en el partido de vuelta.

### Cuarta etapa

#### Enfrentamientos
| Llave | Equipo 1                               | Global | Equipo 2                                    |
| ----- | -------------------------------------- | ------ | ------------------------------------------- |
| 1     | Sarmiento (Resistencia)                | 2 - 4  | Deportivo Madryn                            |
| 2     | Alvarado                               | 2 - 1  | Sol de Mayo                                 |
| 3     | San Jorge (Tucumán)                    | 6 - 1  | Desamparados                                |
| 4     | Defensores de Belgrano (Villa Ramallo) | 4 - 3  | Gimnasia y Esgrima (Concepción del Uruguay) |

|  | Clasificado a la Quinta etapa. |

#### Resultados
| Partidos de ida          | Partidos de ida | Partidos de ida             | Partidos de ida      | Partidos de ida | Partidos de ida |
| Local                    | Resultado       | Visitante                   | Estadio              | Fecha           | Hora            |
| ------------------------ | --------------- | --------------------------- | -------------------- | --------------- | --------------- |
| Gimnasia y Esgrima (CdU) | 2 - 3           | Defensores de Belgrano (VR) | Manuel y Ramón Núñez | 12 de mayo      | 15:00           |
| Sol de Mayo              | 1 - 1           | Alvarado                    | Sol de Mayo          | 12 de mayo      | 15:30           |
| Desamparados             | 0 - 3           | San Jorge (T)               | El Serpentario       | 12 de mayo      | 16:00           |
| Deportivo Madryn         | 3 - 0           | Sarmiento (R)               | El Coliseo del Golfo | 12 de mayo      | 16:00           |

| Partidos de vuelta          | Partidos de vuelta | Partidos de vuelta       | Partidos de vuelta | Partidos de vuelta | Partidos de vuelta |
| Local                       | Resultado          | Visitante                | Estadio            | Fecha              | Hora               |
| --------------------------- | ------------------ | ------------------------ | ------------------ | ------------------ | ------------------ |
| Defensores de Belgrano (VR) | 1 - 1              | Gimnasia y Esgrima (CdU) | Salomón Boeseldín  | 19 de mayo         | 15:30              |
| San Jorge (T)               | 3 - 1              | Desamparados             | Ángel Pascual Sáez | 19 de mayo         | 16:00              |
| Sarmiento (R)               | 2 - 1              | Deportivo Madryn         | Centenario         | 19 de mayo         | 19:00              |
| Alvarado                    | 1 - 0              | Sol de Mayo              | José María Minella | 20 de mayo         | 21:00              |

### Quinta etapa

#### Enfrentamientos
| Llave | Equipo 1            | Global | Equipo 2                               |
| ----- | ------------------- | ------ | -------------------------------------- |
| 1     | Alvarado            | 4 - 2  | Deportivo Madryn                       |
| 2     | San Jorge (Tucumán) | 4 - 2  | Defensores de Belgrano (Villa Ramallo) |

|  | Clasificado a la Sexta etapa. |

#### Resultados
| Partidos de ida             | Partidos de ida | Partidos de ida | Partidos de ida      | Partidos de ida | Partidos de ida |
| Local                       | Resultado       | Visitante       | Estadio              | Fecha           | Hora            |
| --------------------------- | --------------- | --------------- | -------------------- | --------------- | --------------- |
| Deportivo Madryn            | 0 - 0           | Alvarado        | El Coliseo del Golfo | 26 de mayo      | 15:00           |
| Defensores de Belgrano (VR) | 0 - 3           | San Jorge (T)   | Salomón Boeseldín    | 26 de mayo      | 15:30           |

| Partidos de vuelta | Partidos de vuelta | Partidos de vuelta          | Partidos de vuelta | Partidos de vuelta | Partidos de vuelta |
| Local              | Resultado          | Visitante                   | Estadio            | Fecha              | Hora               |
| ------------------ | ------------------ | --------------------------- | ------------------ | ------------------ | ------------------ |
| San Jorge (T)      | 1 - 2              | Defensores de Belgrano (VR) | Ángel Pascual Sáez | 2 de junio         | 15:45              |
| Alvarado           | 4 - 2              | Deportivo Madryn            | José María Minella | 2 de junio         | 16:00              |

### Sexta etapa

#### Enfrentamiento
| Equipo 1 | Global | Equipo 2            |
| -------- | ------ | ------------------- |
| Alvarado | 1 - 0  | San Jorge (Tucumán) |

|  | Ascendió a la Primera B Nacional. |

#### Resultados
| Partido de ida | Partido de ida | Partido de ida | Partido de ida     | Partido de ida | Partido de ida |
| Local          | Resultado      | Visitante      | Estadio            | Fecha          | Hora           |
| -------------- | -------------- | -------------- | ------------------ | -------------- | -------------- |
| San Jorge (T)  | 0 - 0          | Alvarado       | Ángel Pascual Sáez | 16 de junio    | 16:00          |

| Partido de vuelta | Partido de vuelta | Partido de vuelta | Partido de vuelta  | Partido de vuelta | Partido de vuelta |
| Local             | Resultado         | Visitante         | Estadio            | Fecha             | Hora              |
| ----------------- | ----------------- | ----------------- | ------------------ | ----------------- | ----------------- |
| Alvarado          | 1 - 0             | San Jorge (T)     | José María Minella | 23 de junio       | 19:30             |

1. ↑  Suspendido a los 20' del segundo tiempo con el resultado 1 a 0, por retiro del equipo visitante en protesta por las decisiones del árbitro. Se dio por finalizado.[8]

## Descenso

### Tablas por zonas

#### Zona A
| Pos  | Equipo                            | 1a. F. | Rev. | PJ | Total |
| ---- | --------------------------------- | ------ | ---- | -- | ----- |
| 01.º | Deportivo Madryn                  | 22     | 16   | 24 | 38    |
| 02.º | Cipolletti                        | 19     | 12   | 24 | 31    |
| 03.º | Ferro Carril Oeste (General Pico) | 16     | 10   | 24 | 26    |
| 04.º | Deportivo Roca                    | 16     | 8    | 24 | 24    |
| 05.º | Independiente (Neuquén)           | 10     | 4    | 24 | 14    |

|  | Descendió al Torneo Regional Federal Amateur. |

#### Zona B
| Pos  | Equipo                        | 1a. F. | Rev. | PJ | Total |
| ---- | ----------------------------- | ------ | ---- | -- | ----- |
| 01.º | Defensores de Pronunciamiento | 20     | 14   | 24 | 34    |
| 02.º | Sportivo Las Parejas          | 18     | 14   | 24 | 32    |
| 03.º | Douglas Haig                  | 15     | 13   | 24 | 28    |
| 04.º | Juventud Unida (Gualeguaychú) | 21     | 6    | 24 | 27    |
| 05.º | Atlético Paraná               | 17     | 6    | 24 | 23    |

|  | Descendió al Torneo Regional Federal Amateur. |

#### Zona C
| Pos  | Equipo                          | 1a. F. | Rev. | PJ | Total |
| ---- | ------------------------------- | ------ | ---- | -- | ----- |
| 01.º | Sportivo Estudiantes (San Luis) | 22     | 15   | 24 | 37    |
| 02.º | Sportivo Belgrano               | 18     | 13   | 24 | 31    |
| 03.º | Juventud Unida Universitario    | 16     | 10   | 24 | 26    |
| 04.º | Racing (Córdoba)                | 13     | 11   | 24 | 24    |
| 04.º | San Lorenzo de Alem             | 19     | 3    | 24 | 22    |

|  | Descendió al Torneo Regional Federal Amateur. |

#### Zona D
| Pos  | Equipo                  | 1a. F. | Rev. | PJ | Total |
| ---- | ----------------------- | ------ | ---- | -- | ----- |
| 01.º | Crucero del Norte       | 24     | 10   | 24 | 34    |
| 02.º | Gimnasia y Tiro (Salta) | 17     | 8    | 24 | 25    |
| 02.º | Juventud Antoniana      | 14     | 11   | 24 | 25    |
| 02.º | San Martín (Formosa)    | 8      | 17   | 24 | 25    |
| 05.º | Altos Hornos Zapla      | 12     | 9    | 24 | 21    |

|  | Descendió al Torneo Regional Federal Amateur. |

### Tabla general
| Pos  | Equipo                            | 1a. F. | Rev. | PJ | Total |
| ---- | --------------------------------- | ------ | ---- | -- | ----- |
| 01.º | Deportivo Madryn                  | 22     | 16   | 24 | 38    |
| 02.º | Sportivo Estudiantes (San Luis)   | 22     | 15   | 24 | 37    |
| 03.º | Crucero del Norte                 | 24     | 10   | 24 | 34    |
| 03.º | Defensores de Pronunciamiento     | 20     | 14   | 24 | 34    |
| 05.º | Sportivo Las Parejas              | 18     | 14   | 24 | 32    |
| 06.º | Cipolletti                        | 19     | 12   | 24 | 31    |
| 06.º | Sportivo Belgrano                 | 18     | 13   | 24 | 31    |
| 08.º | Douglas Haig                      | 15     | 13   | 24 | 28    |
| 09.º | Juventud Unida (Gualeguaychú)     | 21     | 6    | 24 | 27    |
| 10.º | Ferro Carril Oeste (General Pico) | 16     | 10   | 24 | 26    |
| 10.º | Juventud Unida Universitario      | 16     | 10   | 24 | 26    |
| 12.º | San Martín (Formosa)              | 8      | 17   | 24 | 25    |
| 12.º | Gimnasia y Tiro (Salta)           | 17     | 8    | 24 | 25    |
| 12.º | Juventud Antoniana                | 14     | 11   | 24 | 25    |
| 15.º | Deportivo Roca                    | 16     | 8    | 24 | 24    |
| 15.º | Racing (Córdoba)                  | 13     | 11   | 24 | 24    |

|  | Ganó el desempate por el descenso                |
|  | Descendieron al Torneo Regional Federal Amateur. |

#### Ronda de desempate
La disputaron los tres equipos que igualaron el puntaje en la tabla general de descenso. El primero mantuvo la categoría.

##### Tabla de posiciones final
| Pos. | Equipo                  | Pts. | PJ | PG | PE | PP | GF | GC | Dif. |
| ---- | ----------------------- | ---- | -- | -- | -- | -- | -- | -- | ---- |
| 01.º | San Martín (Formosa)    | 2    | 2  | 0  | 2  | 0  | 3  | 3  | 0    |
| 02.º | Gimnasia y Tiro (Salta) | 2    | 2  | 0  | 2  | 0  | 2  | 2  | 0    |
| 03.º | Juventud Antoniana      | 2    | 2  | 0  | 2  | 0  | 1  | 1  | 0    |

|  | Descendió al Torneo Regional Federal Amateur. |

##### Resultados
| Fecha 1                   | Fecha 1   | Fecha 1         | Fecha 1       | Fecha 1    | Fecha 1 |
| Equipo 1                  | Resultado | Equipo 2        | Estadio       | Fecha      | Hora    |
| ------------------------- | --------- | --------------- | ------------- | ---------- | ------- |
| San Martín (F)            | 2 - 2     | Gimnasia y Tiro | Miguel Sancho | 3 de abril | 15:00   |
| Libre: Juventud Antoniana |           |                 |               |            |         |

| Fecha 2                     | Fecha 2   | Fecha 2         | Fecha 2       | Fecha 2    | Fecha 2 |
| Equipo 1                    | Resultado | Equipo 2        | Estadio       | Fecha      | Hora    |
| --------------------------- | --------- | --------------- | ------------- | ---------- | ------- |
| Juventud Antoniana          | 0 - 0     | Gimnasia y Tiro | Miguel Sancho | 7 de abril | 15:00   |
| Libre: San Martín (Formosa) |           |                 |               |            |         |

| Fecha 3                | Fecha 3   | Fecha 3        | Fecha 3       | Fecha 3     | Fecha 3 |
| Equipo 1               | Resultado | Equipo 2       | Estadio       | Fecha       | Hora    |
| ---------------------- | --------- | -------------- | ------------- | ----------- | ------- |
| Juventud Antoniana     | 1 - 1     | San Martín (F) | Miguel Sancho | 11 de abril | 15:00   |
| Libre: Gimnasia y Tiro |           |                |               |             |         |

## Goleadores
| Pos. | Jugador              | Jugador         | Goles | Equipo                      |
| ---- | -------------------- | --------------- | ----- | --------------------------- |
| 1.º  | Bandera de Argentina | Franco Olego    | 20    | Defensores de Belgrano (VR) |
| 2.º  | Bandera de Argentina | Carlos Herrera  | 12    | Villa Mitre                 |
| 2.º  | Bandera de Argentina | Bruno Sepúlveda | 12    | Estudiantes (RC)            |
| 2.º  | Bandera de Argentina | Luis Silba      | 12    | Sarmiento (R)               |

Fuente: www.soloascenso.com.ar